# Dorog
Dorog (németül Drostdorf) Komárom-Esztergom vármegye keleti részén, az Esztergomi járásban, a Pilis és a Gerecse által közrefogott Dorogi-medence északi bejáratánál található iparváros. 2012-ig a Dorogi kistérség székhelye volt. 1154 hektáros kiterjedésével a megye legkisebb közigazgatási területű városa.
A Pilis és a Gerecse völgye már az újkőkor óta lakott hely. Itt haladt keresztül az a római hadi út, mely Aquincumot és a nyugati provinciákat kötötte össze, a város délkeleti határában a 4. századból származó római padlófűtéses villa romjait tárták fel. Nevét 1181-ben említette először oklevél Durugh formában, a török hódoltság idején elpusztult ősi falu a mai lakóterülettől délre feküdt, Ódorog néven ismert. A településnév eredetét szláv gyökerekkel, mint drug társ, barát, de személynévi eredettel is Attila hun király vezérének nevéből, magyarázzák.
Az elvadult tájat a sváb telepesek kapcsolták be újra az ország vérkeringésébe, a 18. században ismét közlekedési csomópont lett, a Buda–Bécs országúton megépült postakocsi-állomásán gyakran megfordultak a kor jeles személyiségei, mint Kazinczy Ferenc, Széchenyi István és Wesselényi Miklós. Dorog 20. századi gyors fejlődését a szénbányászaton kívül a kedvező közlekedés-földrajzi helyzete tette lehetővé; 1896-ra kiépült a Budapest–Esztergom-vasútvonal, ennek köszönhetően Dorog vált a szénmedence központjává, ezzel egy időben megindult a nagyipari bányászat, a budapesti ipari- és lakossági szénfelhasználásnak köszönhetően látványos fejlődés ment végbe, a korábbi kis falu népessége tízszeresére növekedett, 1984-ben várossá nyilvánították.
Ma közel 12 000 ember él Dorogon, a jelentős turisztikai célpontként számon tartott Dunakanyar és Esztergom, illetve a nagy gazdasági vonzóerővel rendelkező főváros közelségében, a Duna-menti iparvidék határán; ez utóbbi szempontok együttes hatása biztosítja a település hosszútávú fejlődését.

## Fekvése

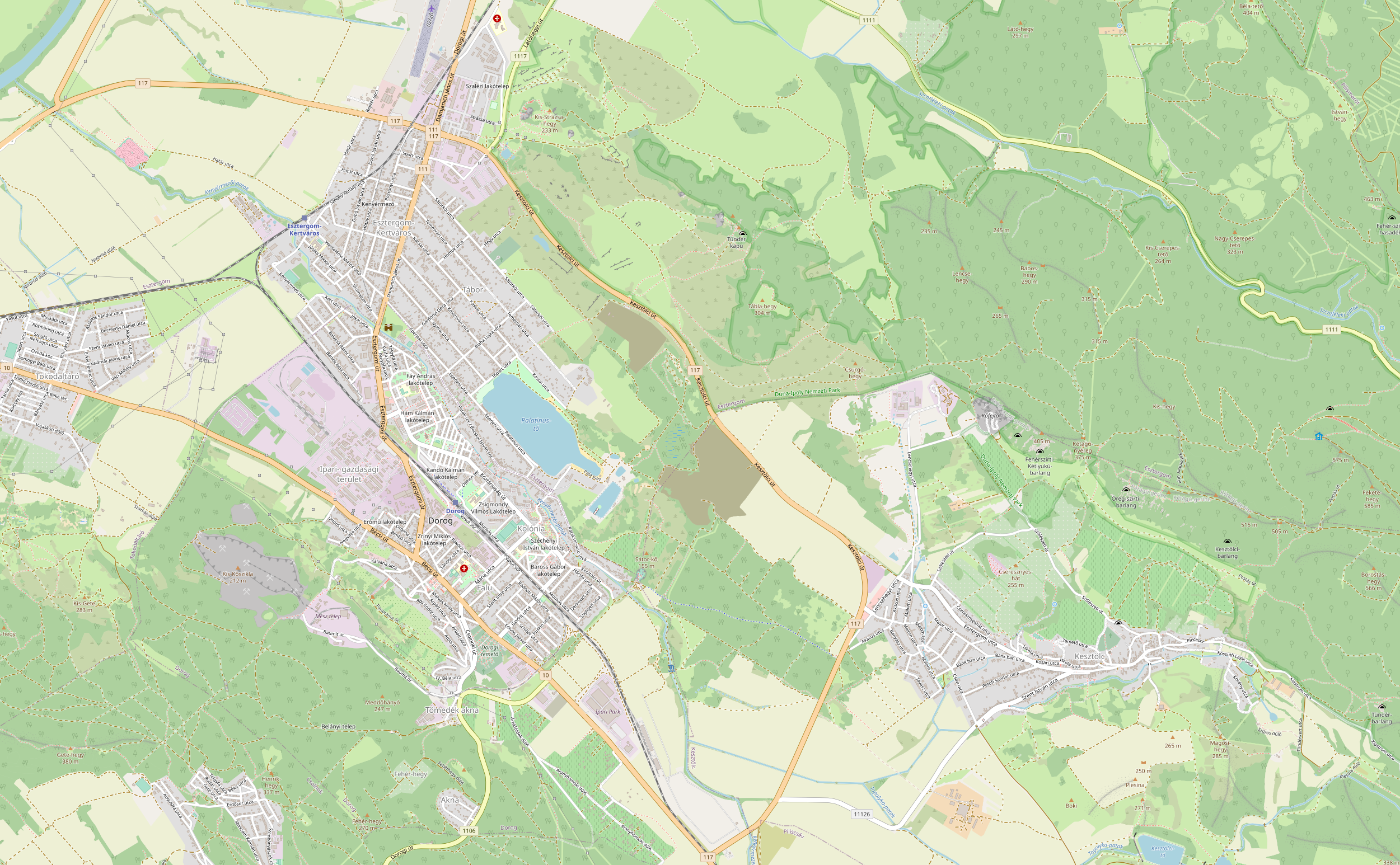
Dorog és környékének térképe

A város a Pilis és a Gerecse között található Dorogi-medencében épült fel, légvonalban 7 kilométerre a Dunától. A különböző városrészek 115 és 250 méter közötti tengerszint feletti magasságon helyezkednek el. A település legrégebbi része, a „falu”, a Gerecse keleti nyúlványaira épült, míg az új városrészek a völgyben, a vizenyős lapályon, jelentős részben lecsapolt mocsarak helyén. A lakóterületet délnyugatról és keletről erdő, délkeletről rét és szántóföld, északról-északkeletről Esztergom-Kertváros és a Kenyérmezői-patak határolja. Az egyetlen állandó vízfolyása az említett patak, amely mentén nagyrészt lakótelepek épültek.

## Éghajlata
Éghajlata a mérsékelten meleg éghajlati típushoz közeli, mérsékelten hűvös és mérsékelten száraz. Az évi középhőmérséklet 9,7 °C körüli, a napsütéses órák száma nyáron 770, télen 190 óra. A csapadék évi összege mintegy 600 milliméter, a szél leggyakrabban északnyugati, északi irányból fúj.
| Hónap                                        | Jan.  | Feb.  | Már.  | Ápr. | Máj. | Jún. | Júl. | Aug. | Szep. | Okt. | Nov. | Dec.  | Év    |
| -------------------------------------------- | ----- | ----- | ----- | ---- | ---- | ---- | ---- | ---- | ----- | ---- | ---- | ----- | ----- |
| Rekord max. hőmérséklet (°C)                 | 15,8  | 19,4  | 23,3  | 30,4 | 31,9 | 37,8 | 39,7 | 37,8 | 34,1  | 27,6 | 22,0 | 15,0  | 39,7  |
| Átlagos max. hőmérséklet (°C)                | 3,0   | 7,0   | 12,0  | 18,0 | 21,0 | 28,0 | 29,0 | 29,0 | 24,0  | 17,0 | 10,0 | 5,0   | 17,0  |
| Átlaghőmérséklet (°C)                        | 0,5   | 2,5   | 6,8   | 12,0 | 16,0 | 20,5 | 22,1 | 21,6 | 16,6  | 11,2 | 6,5  | 1,6   | 11,5  |
| Átlagos min. hőmérséklet (°C)                | −2,0  | 0,0   | 1,0   | 5,0  | 9,0  | 15,0 | 15,0 | 15,0 | 11,0  | 7,0  | 3,0  | 0,0   | 6,6   |
| Rekord min. hőmérséklet (°C)                 | −21,6 | −19,3 | −12,6 | −5,9 | −0,2 | 4,9  | 6,4  | 5,4  | −0,6  | −4,2 | −8,4 | −16,6 | −21,6 |
| Átl. csapadékmennyiség (mm)                  | 34    | 38    | 40    | 27   | 76   | 60   | 65   | 59   | 61    | 46   | 44   | 38    | 587   |
| Havi napsütéses órák száma                   | 64    | 98    | 132   | 172  | 230  | 227  | 249  | 239  | 173   | 139  | 72   | 53    | 1848  |
| Forrás: Dorog-Esztergom térségének időjárása |       |       |       |      |      |      |      |      |       |      |      |       |       |

## Története
| Főbb közigazgatás-történeti adatok 1900 óta | Főbb közigazgatás-történeti adatok 1900 óta            |
| ------------------------------------------- | ------------------------------------------------------ |
| Rangja                                      |                                                        |
| 1919-ig                                     | kisközség, körjegyzőségi székhely                      |
| 1919–1950                                   | nagyközség                                             |
| 1950–1970                                   | önálló tanácsú község                                  |
| 1970–1983                                   | nagyközség                                             |
| 1984 óta                                    | város                                                  |
| Területi beosztása                          |                                                        |
| 1923-ig                                     | Esztergom vármegye, Esztergomi járás                   |
| 1923–1938                                   | Komárom és Esztergom k.e.e. vármegye, Esztergomi járás |
| 1938–1945                                   | Esztergom vármegye, Esztergomi járás                   |
| 1945–1950                                   | Komárom-Esztergom vármegye, Esztergomi járás           |
| 1950–1983                                   | Komárom megye, Dorogi járás                            |
| 1984–1990                                   | Komárom megye                                          |
| 1990 óta                                    | Komárom-Esztergom megye                                |
| 1994–1997                                   | Komárom-Esztergom megye, Esztergomi kistérség          |
| 1997–2013                                   | Komárom-Esztergom megye, Dorogi kistérség              |
| 2013–2022                                   | Komárom-Esztergom megye, Esztergomi járás              |
| 2023–                                       | Komárom-Esztergom vármegye, Esztergomi járás           |
| Központi szerepköre                         |                                                        |
| 1950–1983                                   | Dorogi járás székhelye                                 |
| 1984–1990                                   | Dorogi városkörnyék központja                          |
| 1997–2012                                   | Dorogi kistérség központja                             |

A városban a legkorábbi leletek a neolitikumból származnak. Később, a Római Birodalom idejében az itt húzódó, Aquincumot a nyugati provinciákkal összekötő, nagy forgalmú hadi út mentén egy kolónia is kialakult a mai település helyén, a lakóterületről délkeletre pedig egy római padlófűtéses villa romjait tárták fel.
Az Árpád-kori főváros, Esztergom mellett Dorogon, a mai Ódorog területén a királyné szakácsai éltek, 1181-ben említette először oklevél. Eredetileg a Hunt-Pázmán nemzetség birtoka volt, később került az esztergomi káptalan tulajdonába. A település önállóan nem fejlődhetett, nagyrészt az esztergomi káptalan fennhatósága alá tartozott, ő gyakorolt vámszedési jogot is, bár egy oklevél alapján vámszedési jogot kapott 1288-ban. A törökök 1542-ben elpusztították, a lakosság elmenekült, 1570-ben végleg elnéptelenedett. Ezt követően egészen 1694-ig lakatlan területként tartották számon. A török kiűzése után újra visszanyerte közlekedés-földrajzi jelentőségét; az esztergomi káptalan által betelepített svábok (legelőször 12 család) és a visszatért magyarok újjáépítették. Pilisvörösvár és Csolnok mellett Dorog volt az egyik legkorábban benépesült Buda környéki sváb falu, 1715-ben már német többségű volt, az összeírt 35 jobbágycsaládból 25 német és 10 magyar volt. A magyarországinál fejlettebb termelési kultúrát meghonosító német telepesek áldozatos munkájának köszönhetően az elvadult mocsaras-erdős terület rövid időn belül kultúrtájjá változott. Bél Mátyás 1730-as beszámolója szerint a település szegény volt, rendelkezett postaállomással, vendégfogadóval, egy kis katolikus templommal és parókiával. Az új - barokk stílusú római katolikus - temploma 1767 és 1775 között épült fel.
Vályi András szerint "DOROG. Német falu Esztergom Vármegyében, földes Ura az Esztergomi Káptalanbéli Uraság, lakosai katolikusok, fekszik az Ország úttyában Csolnok, és Esztergom között, Tokod, Kesztőltz, és Csív faluknak szomszédságokban, Posta is van benne, legelője elég, tűzre fája tsekély, szőlei meglehetősek, eladásra alkalmatossága Esztergomban, és a’ Duna vizén, de mivel földgye homokos, második Osztálybéli."
Fényes Elek szerint "Dorogh, Esztergom m. német falu, a bécsi országutban, Esztergomhoz 1 mfd. 620 kath. lak. Van kath. paroch. temploma, nagy vendégfogadója, postahivatala. Szántóföldjei homokosak; bora elég; de fája, rétje kevés. F. u. az esztergomi káptalan. A lakosok birnak 23 3/ telek után 1019 2/8 hold szántóföldet, 218 3/ h. réte; majorság csak 15 hold rét van. Nagy szorgalom mellett kétszerest és hires burgonyát termesztenek."
A település történetének egyik legjelentősebb lépése 1845-ben történt, amikor megindult a szénbányászat. A 19. század végére már a szénmedence központjává vált, jeles tudósok dolgoztak a szénbányászat fejlesztésén. A településre nagy számban érkeztek Csehországból és Erdélyből bányászok. A korai időszakban a Dunán szállították a szenet, később az ebből a célból megépült Budapest–Esztergom-vasútvonalon (Budapest-Esztergom-Füzitői helyi érdekű Vasút Rt.) és az Újpesti vasúti hídon szállították Budapestre és az ország más részeibe. A vasút kiépülésének és újabb szénrétegek feltárásának köszönhetően 1911-ben Dorog vált a szénmedence központjává.
Schmidt Sándor várostervezésének köszönhetően a község az 1920-as, 1930-as években városias arculatot kapott, számos kolónia épült, a lakosságszám rövid időn belül többszörösére növekedett (2000 főről 8000 főre). Lényegében ekkor épültek meg a fontosabb közintézmények (városháza, művelődési ház, kórház, uszoda, sportpálya), főként Gáthy Zoltán, Mende Valér és Fleischl Róbert tervei alapján. A két háború között két templom is épült az akkori nagyközségben. A Bányász köröndön a Szent Borbála katolikus bányásztemplom és a mai Köztársaság úton az erdélyi stílusú református templom. 1929-ben megkezdődött a vízvezeték-hálózat kiépítése, 1933-ban elkészült a sárga keramitkockával burkolt Bécsi út (a település főútja), a városiasodást jelzi az 1930-as évekre a közigazgatási hivatalok, kereskedelmi- és szolgáltató egységek jelentős bővülése: adóhivatal, anyakönyvi hivatal, állampénztár, a Pestvidéki Pénzügyigazgatóság fiókja, csendőrőrs, elemi iskolák, gyógyszertár, járásbíróság, jegyzői hivatal, 5 orvos, községi bánya- és fogorvos, postahivatal, pénzügyi biztosító, törvényszék, adóügyi jegyző és állatorvos. Az 1930-as években már naponta kétszer (reggel és délután) külön diákvonat járt Dorog és Esztergom között a megnövekedett középiskolás tanulólétszám miatt. Az első bécsi döntés után, 1941-ben, állami szinten felmerült Dorog, Esztergom és Párkány egyesítése (Budához, Óbudához és Pesthez hasonlóan), de ez meghiúsult.
Az 1930-as évek végétől a közelgő háború miatt a település több pontján légoltalmi óvóhelyeket építettek; a Petőfi iskola mellett, a sportpálya mellett, a Tisztviselőtelepen a Zrínyi utcában és a Chorin-telepen a Fűzfa-Fenyőfa utcák sarkán, ezek a vasajtós betonbunkerek (légópincék) lezárva ma is megtalálhatóak. 1944 áprilisában már láthatóak voltak Dorogról a Budapest feletti "Sztálin-gyertyák" (világítógránátok) fényei, a bombázások, a német- és szovjet csapatok túlkapásai miatt a három hónapos frontesemények idején a lakosság jelentős része (becslések szerint 5000 fő, a korabeli népesség 60%-ka) a dorogi bányaaltáróban (Reimann-altáró) keresett menedéket. 1944 decemberében a szovjet csapatok átkeltek a Dunán és bekerítették a fővárost, december 25-én értek a szénbányák miatt jelentős Dorog határába, ahol egy kisebb csata is lezajlott a német-magyar védők és az előrenyomuló szovjet hadsereg között, a védők kilőttek két T-34-es tankot és hozzávetőlegesen egy tucatnyit megrongáltak, a Vörös Hadsereg végül estére bevette a települést és lefoglalták a vasútállomáson álló több száz tehervagont, az ostrom végén erősítésképpen Dorog határában állomásozott egy nagyobb szovjet harckocsizó alakulat.
A háború háromszáz áldozatot követelt. Lezárultával nagyszámú német lakosságot telepítettek ki erőszakosan Dorogról (458 főt). 1950-től a város jelentősége megnövekedett, vonzáskörzete kibővült, ugyanis járási székhely lett, és ezzel együtt jelentős irányító szerepet kapott (Dorogi járás). A szocializmus alatt „kiemelt település” volt a többi bányászvároshoz, iparvároshoz, a megyeszékhelyekhez és a budapesti munkáskerületekhez hasonlóan, így jelentős összegeket fordítottak infrastruktúrafejlesztésre (lakások, ABC-áruházak, rendelőintézet, szolgáltatóház, iskolák építése). 1960 és 1990 között jelentősen megváltozott a korábban jórészt földszintes házakkal és kis utcákkal jellemezhető városkép, a lebontott kolóniák helyén a kor építkezési szokásainak megfelelően 3–5 emeletes parkosított lakótelepek (pl.:Zsigmondy Vilmos-lakótelep, Schmidt Sándor-lakótelep, Baross Gábor-lakótelep), a település külső részein, kertek és szántóföldek helyén pedig kertvárosok épültek. Az urbanizáció következtében Dorog és Esztergom-Kertváros teljesen egybeépült, néhol az utca egyik oldala Dorog, másik oldala Kertváros. A nagymértékű településfejlesztésnek több célja is volt; egyrészt új város létrehozása, másrészt a leromlott állapotú kolóniák bontásával és helyükre új paneles lakótelepek építésével a szegényebb elemek kiszorítása és megbízható, stabil egzisztenciájú népesség beköltöztetése. Az 1960-as évek közepétől kezdve a szénbányászatot fokozatosan visszafejlesztették, de a gyógyszergyár, a hanglemezgyár és a Fémmunkás Vállalat letelepítésének (mindhármat a fővárosból telepítették ki Dorogra) köszönhetően a település folyamatosan fejlődött.
Az elmúlt évtizedekben urbanizálódott nagyközség 1983-ban pályázatot nyújtott be várossá nyilvánítás tárgyában. A pályázat szerint Dorog jelentős vonzáskörzettel bírt, amelyet elsősorban az ipar fejlettségének köszönhetett. Említést tettek a munkaerőforrást biztosító természetes népszaporulatról (országosan 1981 óta fogyott a népesség), a betelepülésről és az ingázókról. A munkavállalók többsége ekkor a Dorogi Szénbányák Vállalat, a Kőbányai Gyógyszerárugyár Dorogi Gyáregysége és a Dorogi hanglemezgyár alkalmazásában állt. A egészségügyi-, szociális-, oktatási-, közművelődési-, és sport intézmények fejlettsége a térségi funkciók ellátásra alkalmasnak bizonyult. Külön kiemelték a kereskedelem és a kisipar kiemelkedő fejlettségét. A felsőbb vezetés elfogadta a pályázatot, a Magyar Népköztársaság Elnöki Tanácsa 1984. január 1-jén Dorog nagyközséget várossá nyilvánította.
Ezzel együtt több jelentős beruházás is történt a városban: 1984-ben 40 férőhelyes bölcsődét alakítottak ki, 1985-ben felújítottak számos utcát és átadták az új Eötvös József Általános Iskolát, 1986-ra felépült a városi sportcsarnok, 1988-ban bővítették a közvilágítást, 1989-ben pedig a telefonrendszert. A város legnagyobb lakótelepét, az 1985-ben építeni kezdett Schmidt Sándort (eredetileg Leninnek szánták, de mire felépült a lakótelep, lezajlott a rendszerváltás, így új nevet kapott) 1990-ben adták át, a dorogiak közel hatoda itt él (az építkezéssel párhuzamosan 1988-ban rendezték a lakótelep mellett folyó Kenyérmezői-patakot is). Az új Zrínyi Ilona Óvoda 1992 óta fogadja a gyermekeket, 1993-ban pedig önálló rendőrkapitányság kezdte meg működését az új városban. A rendszerváltás után felszabaduló nagyszámú munkaerő a vegyiparban helyezkedett el, vagy az ingázást választotta. Az ezredforduló előtt lényegesen többen ingáztak Budapestre, számuk a térség ipari üzemeinek fejlődésével (pl. az esztergomi  Magyar Suzuki Zrt.) párhuzamosan lecsökkent, 2001-ben a munkavállalóknak már csak nyolc százaléka (419 fő) ingázott a fővárosba. Az utolsó bányát 2004-ben zárták be. 2006-ban és 2007-ben nagyszabású fejlesztések történtek, ennek keretében újjáépítették a 10-es főút városi szakaszát, számos utcát, felépült a városi uszoda, az új mentőállomás és az új 1-es posta.

## Közélete

### Polgármesterei
| Időszak   | Név                | Jelölő szervezet(ek) | Forrás |
| --------- | ------------------ | -------------------- | ------ |
| 1990–1994 | Dr. Dávid Anna     | SZDSZ                | [ 32 ] |
| 1994–1998 | Dr. Tittmann János | MSZP-SZDSZ           | [ 33 ] |
| 1998–2002 | Dr. Tittmann János | független            | [ 34 ] |
| 2002–2006 | Dr. Tittmann János | MSZP                 | [ 35 ] |
| 2006–2010 | Dr. Tittmann János | MSZP                 | [ 36 ] |
| 2010–2014 | Dr. Tittmann János | MSZP                 | [ 37 ] |
| 2014–2019 | Dr. Tittmann János | független            | [ 38 ] |
| 2019–2024 | Dr. Tittmann János | független            | [ 39 ] |
| 2024–     | Dr. Tittmann János | független            | [ 2 ]  |

## A város címere
A város címerének sok szimbolikus jelentése van. Színeivel utal a történelmi pillanatoktól egészen a város utóbbi 200 évének fő tevékenységére, a szénbányászatra, a szenvedésektől az örömteli pillanatokra is. Formájával arra a korra utal, amikor újra elkezdett felvirágozni a település.

## A megbékélés napja
Az első megbékélés napját 1993. május 9-én tartották Dorogon azzal a céllal, hogy javasolják a világ összes népének a megemlékezést az összes pusztító háború áldozatairól. Ekkor adták ki a dorogi nyilatkozatot, amely kimondta, hogy „a háborúnak nincsenek győztesei, csak áldozatai”. Továbbá ezen a napon emlékeznek meg a dorogiak a város második világháborús áldozatairól, valamint az erőszakosan kitelepített német ajkú polgártársaikról. 1993 óta minden évben ezen a napon tartják a megemlékezést, amelyet egy aktuális helyi, illetve országos évfordulóhoz is kötnek.
1997-ben, a Megbékélés Napján adták át a kitelepítési emlékművet a Templom téren.

## Kultúra, oktatás, sport
A városban három önkormányzati (Zrínyi Ilona Óvoda, Petőfi Sándor Óvoda, Hétszínvirág Óvoda), egy vállalati (Richter Óvoda) óvoda, valamint három általános iskola (Zrínyi Ilona Általános Iskola, Petőfi Sándor Általános Iskola, Eötvös József Általános Iskola) működik és egy véglegbezárt iskolája aminek neve Dózsa György Általános iskola a város középiskolájaZsigmondy Vilmos Gimnázium és Informatikai Szakközépiskola, amelynek emelt idegen nyelvi, programozói valamint általános gimnáziumi osztályai vannak. Az Erkel Ferenc Zeneiskola mind a város, mind fiókintézmények révén az egész kistérség zenei oktatásáért felelős.
A város kulturális és közéletének központja a felújított, impozáns József Attila Művelődési Ház, amely színházteremmel, bálteremmel és moziteremmel is rendelkezik. Továbbá egy jól felszerelt könyvtár várja az olvasni vágyókat. Dorog zenei élete is jelentékeny. Meghatározó szereplő a Bányász Zenekar, mely 2009-ben ünnepelte fennállásának 120. évfordulóját.
Dorogon nagy hagyománya van a május elsejei felvonulásnak, amelyhez minden évben több tucatnyian csatlakoznak.
1951 óta minden évben Augusztus 30,31, szeptember 1.-én  kerül megrendezésre Dorogon a bányásznap. A búcsúval, koncertekkel, különféle programokkal tarkított ingyenes fesztivál minden évben tömegeket szokott vonzani. A dorogi városvezetés évek óta a bányásznap környékére időzíti az adott év legnagyobb beruházásainak befejezését, átadását.
A város hagyományosan jelentős sportélettel rendelkezik. A labdarúgásnak, a birkózásnak, az atlétikának, illetve a hegymászásnak kiemelt szerepe van Dorog életében. Az Aranycsapat két tagja: Buzánszky Jenő és Grosics Gyula is Dorogon kezdte pályafutását. A város labdarúgó csapata 1945 és 1977 között összesen huszonhárom évadban szerepelt az első osztályban, ezentúl 1952-ben Magyar Kupa döntőt játszott, valamint öt alkalommal volt a vidék legjobb csapata. Jelenleg a harmadosztályban szerepel.

## Lakosság

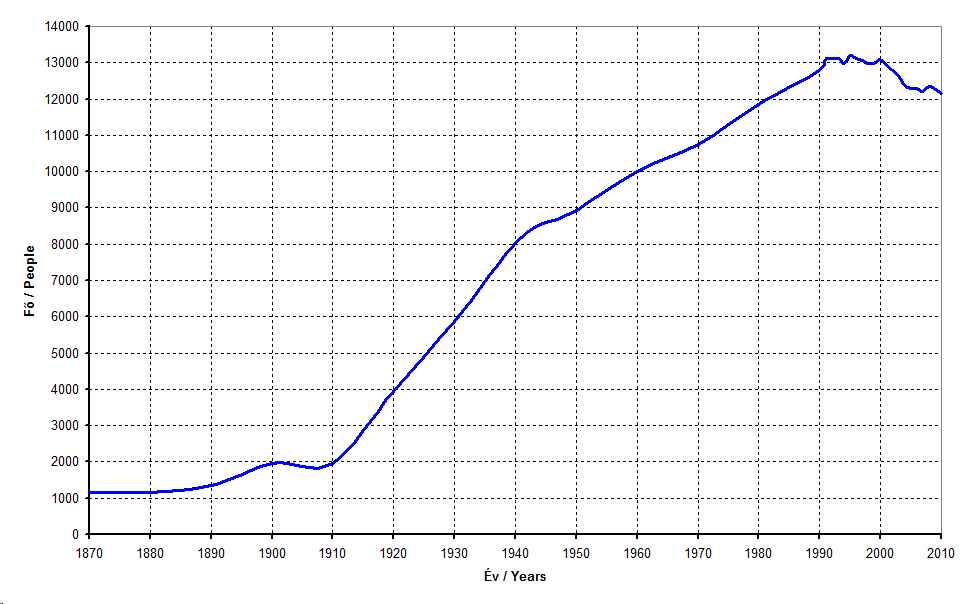
Dorog lakosságszámának változása (1870-2010)

Dorognak 1851-ben 620, többségében katolikus német lakosa volt, fél évszázad múlva is még németajkú falu volt (1900-ban 1966 lakosából 1369 német, 477 magyar és 55 szlovák volt), de Trianon után jelentősen megváltoztak a nemzetiségi arányok. Megkezdődött a német ajkúak beolvadása, illetve az elszakított területekről nagy számban érkeztek bányászok, nagyrészt Erdélyből (ők építették 1936-ban az erdélyi stílusú református templomot). A második világháború után a német ajkú lakosság nagy részét erőszakosan kitelepítették, a németek helyére a csehszlovák–magyar lakosságcsere keretében felvidéki, főként zoborvidéki magyarok érkeztek. A szocialista iparosítás évtizedeiben felgyorsult a svábok beolvadása, így jelentősen eltolódott a nemzetiségek aránya a magyarok javára, 1941-ben lakosságának már csak negyede volt német, 2001-ben pedig a város lakosságának 95%-a magyarnak vallotta magát. A mai város nemzetiségi képében azonban még mindig megfigyelhető egy, a lakosság 4%-át kitevő csoport, amely német nemzetiségűnek vallja magát, és aktívan ápolja a hagyományokat. A csekély aránnyal ellentétben sok magát magyarnak valló dorogi fél- vagy negyedrészben sváb származású. A német nemzetiségi tájház a Bécsi úton tekinthető meg. A németek mellett a szlovákok, a cigányok és az örmények is rendelkeznek kisebbségi önkormányzattal.
Az 1890-es évekig a népességnövekedés nem volt számottevő, és főleg a természetes szaporulatból adódott. Azonban 1911-ben Dorog lett a szénmedence központja, és ennek köszönhetően drámai módon felgyorsult a népességnövekedés. Az ország minden tájáról érkeztek bányászok és tisztviselők, így 1910 és 1941 között a népességszám 2000 főről 8000-re növekedett, amely a pozitív vándorlási egyenleg mellett a bányásztársadalomban megszokott rendkívül gyors természetes szaporulatnak volt köszönhető, amely még a Kádár-korszakban is közel kétszerese volt az országos átlagnak, és kitartott az ezredfordulóig. A gyarapodás üteme a második világháború után csillapodott, azonban az ország legtöbb városával ellentétben töretlen volt egészen 1995-ig (13 211 fő). A népességnövekedésben jelentős szerepet játszottak a helyi népességmozgások is, számottevő volt a beköltözés a környező falvakból, illetve a szénbányászat hanyatlása miatt a bányavidéken található elbontott külterületi kolóniák lakosságának jó részét is Dorogra költöztették az épülő panel lakótelepekre.

A település népességének változása:
A 2011-es népszámlálás során a lakosok 83,7%-a magyarnak, 0,2% bolgárnak, 1,4% cigánynak, 2,9% németnek, 0,4% románnak, 0,7% szlováknak mondta magát (16,2% nem nyilatkozott; a kettős identitások miatt a végösszeg nagyobb lehet 100%-nál). A vallási megoszlás a következő volt: római katolikus 35,9%, református 5,7%, evangélikus 0,6%, görögkatolikus 0,4%, felekezeten kívüli 23,6% (31,6% nem nyilatkozott).
2022-ben a lakosság 84,9%-a vallotta magát magyarnak, 2,2% németnek, 0,9% cigánynak, 0,6% szlováknak, 0,2% románnak, 0,2% ukránnak, 0,1-0,1% lengyelnek és görögnek, 2,7% egyéb, nem hazai nemzetiségűnek (15% nem nyilatkozott; a kettős identitások miatt a végösszeg nagyobb lehet 100%-nál). Vallásuk szerint 24% volt római katolikus, 4,5% református, 0,5% görög katolikus, 0,4% evangélikus, 0,1% izraelita, 0,1% ortodox, 1,4% egyéb keresztény, 0,8% egyéb katolikus, 19% felekezeten kívüli (49,2% nem válaszolt).

## Infrastruktúra

### Közlekedés
A város a 10-es főút mentén található, erre a 111-es főút csatlakozik, és biztosítja Esztergom gyors összeköttetését Budapesttel. Csolnok és Dág a 10-es út dorogi szakaszáról az 1106-os úto érhető el.
Jelentős fejlesztés volt a helyi közlekedés terén, hogy 1998-ban megépült a belváros déli elkerülője (a Csolnokra vezető út új, külterületi szakasza), 2005-re pedig kiépült a Dorogot észak felől teljesen elkerülő 117-es főút is. Így az átmenő teherforgalom immár könnyűszerrel elkerülheti a várost.
Rosszul érinti viszont a térség településeit, hogy évtizedek óta nem épült meg a fejlesztési elképzelések és ígéretek szintjén régóta létező M10-es gyorsforgalmi út Budapest III. kerülete és Dorog között, sőt ennek megvalósulására észszerűen belátható időtávon belül kilátás sincs.

### Tömegközlekedés
Dorog közlekedés-földrajzi elhelyezkedése kedvező. A fontos Budapest–Esztergom elővárosi vasútvonal (1931-ig HÉV) mentén fekszik. Vasútállomására a két végállomás felől sűrűn érkeznek a légkondicionált és kényelmes Stadler FLIRT motorvonatok.
A település intenzív autóbusz-forgalommal rendelkezik, Esztergommal hétköznaponként átlagosan 340, Budapesttel 74, Tatabányával 46 buszjárat köti össze, a legjelentősebb ezek közül a Budapest és Esztergom irányába is sűrűn közlekedő 800-as busz. Dorogot 23 különböző buszjárat érinti. Nincs kifejezetten helyi jellegű járat, általában a Dorogot érintő buszok Esztergomig közlekednek, illetve onnan indulnak.
Dorog közigazgatási határain belül 12 buszmegálló található. Dorogról többek között olyan települések érhetőek el közvetlenül, mint Budapest, Tatabánya, Tata, Esztergom, Komárom, Győr, Székesfehérvár, Veszprém, Balatonfüred vagy Ajka. A város 2012-2015 között megújult vasútállomása mellett 2021. január 15-én nyílt meg az intermodális autóbusz-pályaudvar.

### Lakásállomány
A város közigazgatási területén 5169 lakás található (2019), ennek megközelítőleg fele lakótelepi, fele kertvárosi lakókörnyezetben. A lakásállomány több mint kétharmada 1960 és 1990 között épült, nagyrészt paneltechnológiával. A lakásépítés üteme jelentősen zuhant a rendszerváltás után, azonban 2005-ben fellendülés következett be, és napjainkban is több társasház áll építés alatt. Továbbá az önkormányzat tervezi a központtól délkeletre, a Kenyérmezői-patak mentén elterülő volt mezőgazdasági terület felparcellázását, ahol a tervek szerint öt utca kerül kialakításra.
A városban 79 utca, 11 út, 10 lakótelep, 7 tér és 5 dűlő található. 2009 óta minden utca rendelkezik közcsatornával és felszíni vízelvezető rendszerrel. Az ivóvízvezetékkel ellátott lakások aránya közel 100%, és több mint 99%-ukban van meleg víz és vízöblítéses WC. A szennyvízcsatorna-hálózatba bekapcsolt lakások aránya 88%. Az ingatlanok 25%-ában távfűtés, 33%-ában gázfűtés található. A lakások átlagos alapterülete 66 négyzetméter (2001).

## Gazdasága
Dorog gazdasági szerkezetében meghatározó szerep jut az iparnak; 1960-ban a város munkavállalóinak 66,2%-a (3644 fő), 2001-ben 53,7%-a (2775 fő) ipari foglalkoztatott volt. 1955-ben a Dorogi Szénbányászati Trösztnek 10 537, a Dorogi Szénfeldolgozó Vegyipari Vállalatnak 489, a Dorogi hőerőműnek 380, a Dorogi Mészműveknek 373, a Dorogi Bányagépgyártó Vállalatnak további 364 alkalmazottja volt. Az öt szocialista vállalat összesen 14 079 embernek adott munkát, a foglalkoztatottak száma 5000 fővel meghaladta a település korabeli össznépességét. 2008-ban több, mint 6000 fő, a város összlakosságának 50,3%-a adófizető volt, ami jelentős mértékben meghaladja a hozzávetőlegesen 40%-os országos arányt. 2008-ban a jövedelmi helyzetet jellemző egy állandó lakosra jutó személyi jövedelemadó-alapot képező jövedelem 948 940 Ft volt, magasabb minden megye és a legtöbb nagyváros jövedelmi adatánál.
A város gazdasága hagyományosan a szénbányászatra épült. A szénbányászat fejlesztésében jelentős eredményt ért el Hantken Miksa, az MTA tagja, aki kidolgozta a dorogi szénmedence földtani rendszerének alapjait. A Dorog környéki széntelepek feltárásán dolgozott Zsigmondy Vilmos és Schmidt Sándor is. A bányák felszámolása után azonban a gazdaság gyökeresen megváltozott, a kiszolgáló üzemek mindegyike megszűnt.
A gazdaságban viszonylag gyorsan végbement a szerkezetváltás, az 1990-es évek közepén regisztrált 16-18%-os munkanélküliségi ráta tíz év alatt 4%-ra csökkent. Számos üzem átalakult, magánkézbe került, illetve számos új is megtelepedett a városban. Egy átalakult üzem például a több mint százéves múltra visszatekintő Dorogi hőerőmű, amely az ipari nagyfogyasztók (pl. Richter Gedeon Nyrt.) és a legtöbb dorogi középület hőellátása mellett 3800 dorogi és esztergomi lakás távfűtés- és melegvíz-ellátását biztosítja.
A városban működik a Richter Gedeon Nyrt. gyógyszergyár gyártelepe. Elődje az 1922-ben a Salgótarjáni Kőszénbánya Rt. által épített szénlepárlótelep volt, a szénfeldolgozó vegyipari vállalatot 1967-ben a Kőbányai Gyógyszerárugyárhoz (a népnyelvben KöGyó) csatolták, ezzel együtt a termelés egy részét kitelepítették Dorogra, ahol a budapesti ipar dekoncentrációjával és a szénbányászat fokozatos visszafejlesztésével összefüggésben az 1960-as és 1970-es években felépült a kiterjedt gyártelep a város északnyugati határában. A vállalat a városban külön óvodát és műszaki könyvtárat tart fenn.
1968-ban Dorogra telepítették ki a zuglói Fémmunkás Vállalat gyártásának egy részét, 1971-ben önálló gyár lett, ma ACSI Logisztika Zrt. néven üzemel és fémszerkezetes polcokat gyárt. 1974 és 1976 között épült fel a Hungaroton Hanglemezgyár, amelynek termelését szintén a fővárosból helyezték ki Dorogra, két telephely épült, az Esztergomi úton a gyár és a Bécsi úton a raktárak. 1976 és a rendszerváltás között az ország legjelentősebb hanglemezgyára volt.
Itt található az országban egyedülálló veszélyeshulladék-égető (SARPI Dorog Kft.), amely főleg a szomszédos gyógyszergyár hulladékainak megsemmisítésére szakosodott. A könnyűipar is fejlődésben van. Jelentős üzemek működnek a nyomda- és a konfekcióiparban. Az építőipar is nagy mértékben növekszik, a dorogi székhelyű Baumit Kft. (korábban Dorogi Mészművek) a hazai piac meghatározó homlokzati hőszigetelő gyártója. A cég profiljába tartoznak még különböző vakolat- és esztrichrendszerek is. A Baumit Kft. 2008-ban jelentős fejlesztéseket hajtott végre dorogi üzemében, és Visontán is új gyárat épít.
A város ipari parkját 1999-ben alapították, ahol a Sanyo Hungary Kft. 500 embernek ad munkát (ez a szám 2008-ban, a csúcsidőszakban 2000 volt) ott napelemeket és légkondicionálókat gyártanak. 2010 tavaszán kezdték meg a gyár harmadik üzemcsarnokának építését, ezzel 400 új munkahelyet hoztak létre.
2012 nyarán 400 embert elbocsátottak az akkor 1041 főt foglalkoztató üzemből. A céget 2014 márciusáig felszámolják, a gépeket a malajziai és japán gyárakba telepítik át.
2006-ban épült fel a logisztikai központ (Preymesser Logisztikai Kft.), amely vasúti összeköttetéssel is rendelkezik. A logisztikai központból kapja a Suzuki autógyár a teljes acéllemez szükségletét. A szolgáltató intézmények is sorban jelennek meg a városban, a kereskedelem fejlett. A munkanélküliségi ráta 2007 végén 3,9% volt.

## Nevezetességei
- Buzánszky Jenő Stadion, 1914-1921, tervezte Kompolthy Ödön,
- Szent József-plébániatemplom, 1767-1776, barokk stílusú
- Kórházkápolna, 1924, klasszicizáló
- Zenepavilon, 1924, tervezte Gáthy Zoltán
- Schmidt-villa, 1925, tervezte Gáthy Zoltán
- Intézmények Háza, 1926, terv. Fleischl Róbert, korábban a bányavállalat központi irodaháza volt
- Hősök tere (I. és II. világháborús emlékmű, '56-os emlékkő), 1927
- Városháza, 1927, terv. Gáthy Zoltán, klasszicizáló
- Mária-barlang, 1926-1928
- Kálvária, 1928, festői kilátás nyílik a városra, az esztergomi bazilikára, a Pilis és a Budai-hegység vonulataira
- József Attila Művelődési Ház, 1923-1929, terv. Fleischl Róbert, klasszicizáló
- Szent Borbála-bányásztemplom, 1924-1931, terv. Gáthy Zoltán
- Erdélyi stílusú református templom, 1935-1936, terv. Puskás Károly
- Pihenő bányász, 1952
- Jubileum tér és a jubileumi emlékmű, 1981, a település fennállásának 800, a szénbányászat 200 éves évfordulójára épült
- Bányász Emlékház, 1983
- Dorogi Sportmúzeum, 1999
- Német Nemzetiségi Emlékház (Deutsche Heimatmuseum), 2001
- Schmidt Sándor Agora, 2015
- Gáthy Zoltán Városi Könyvtár és Helytörténeti Múzeum, 1953, terv. Gáthy Zoltán, felújítva 2015-ben (volt Arany János könyvtár),[80]
- Reimann Bányászattörténeti Miniverzum, 2019, tervezte Jaksics László építészmérnök.

## Galéria

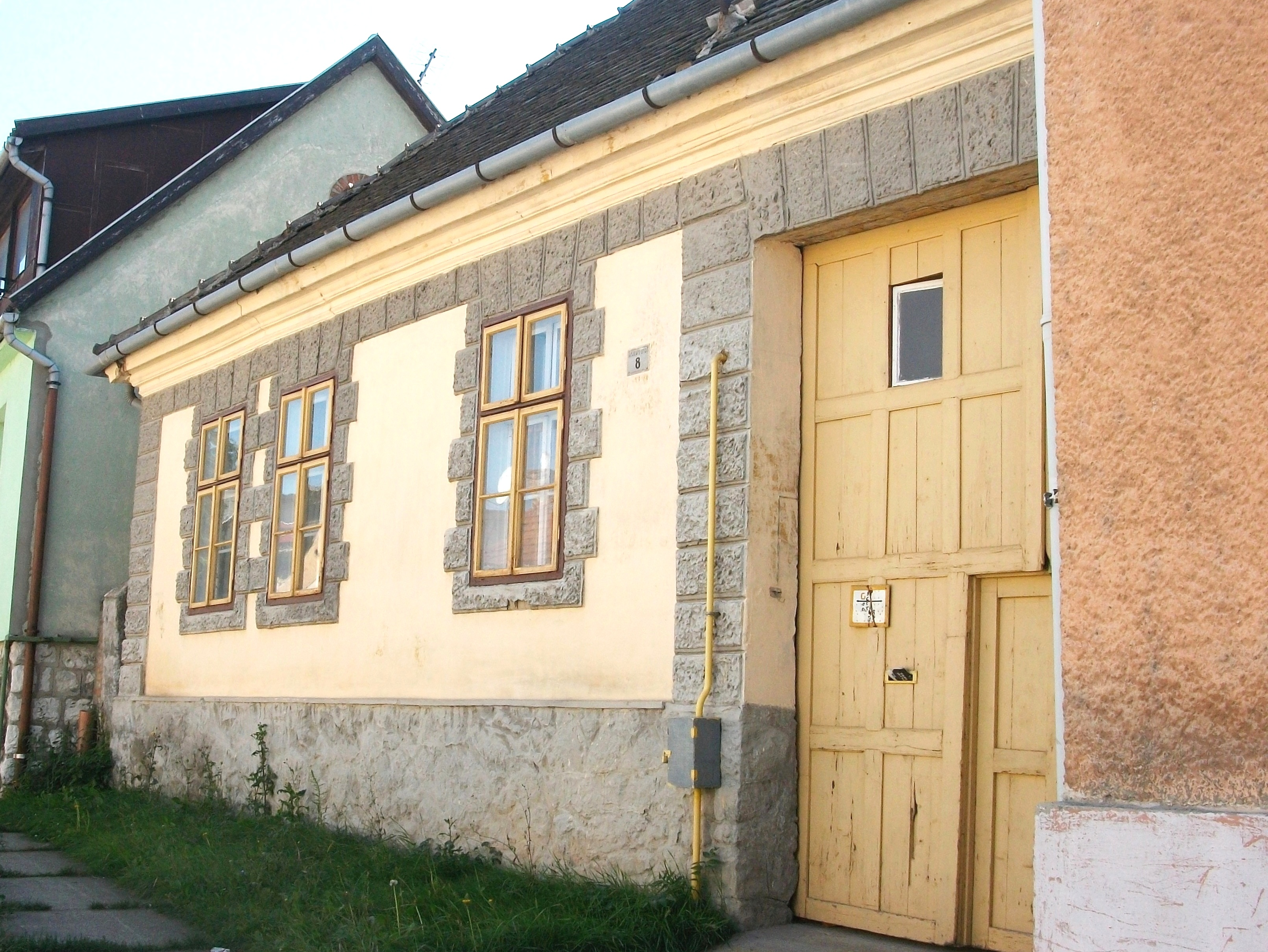
A régi Dorog, falusi ház a barokk templom közelében
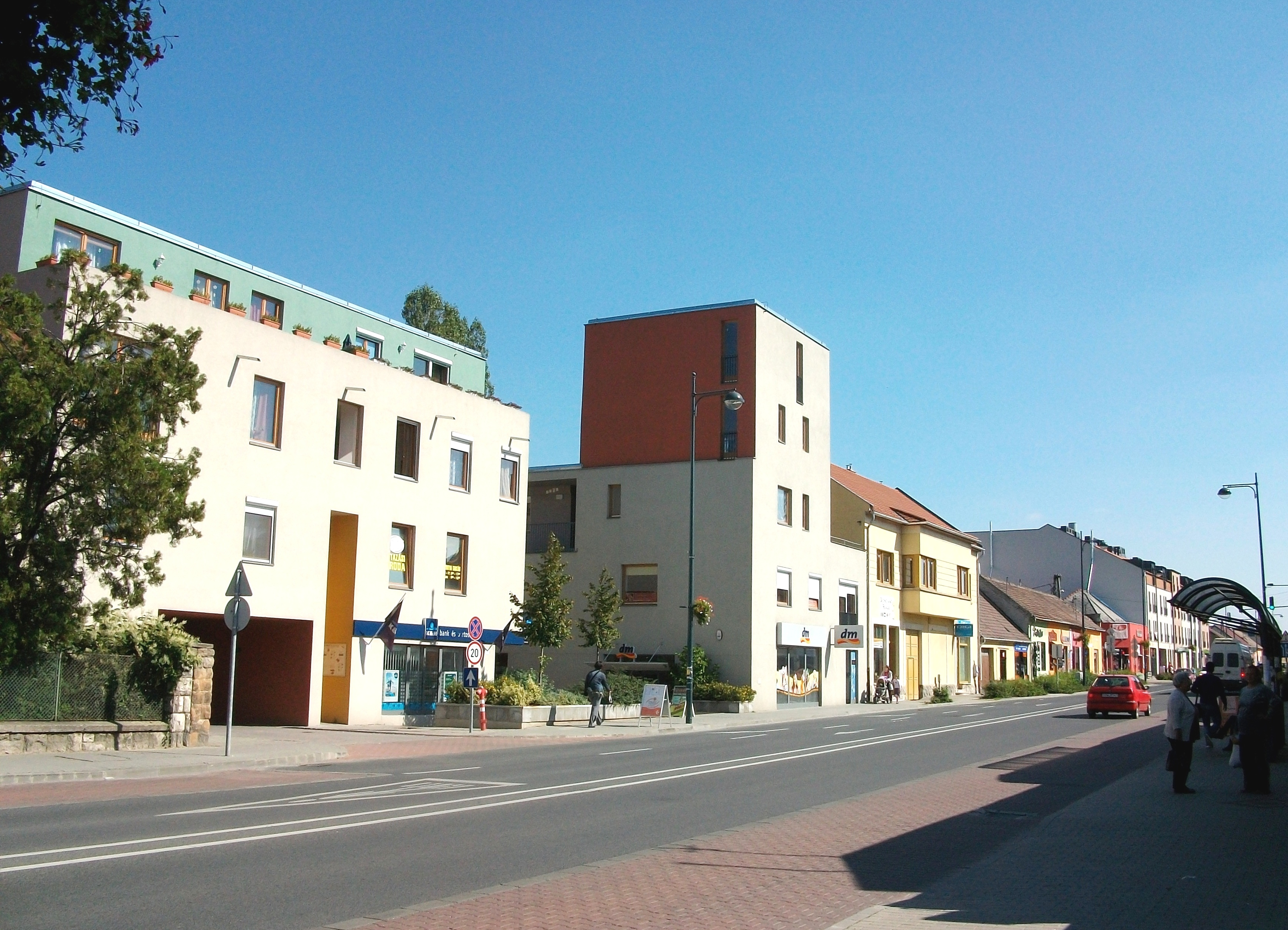
A megújuló városközpont
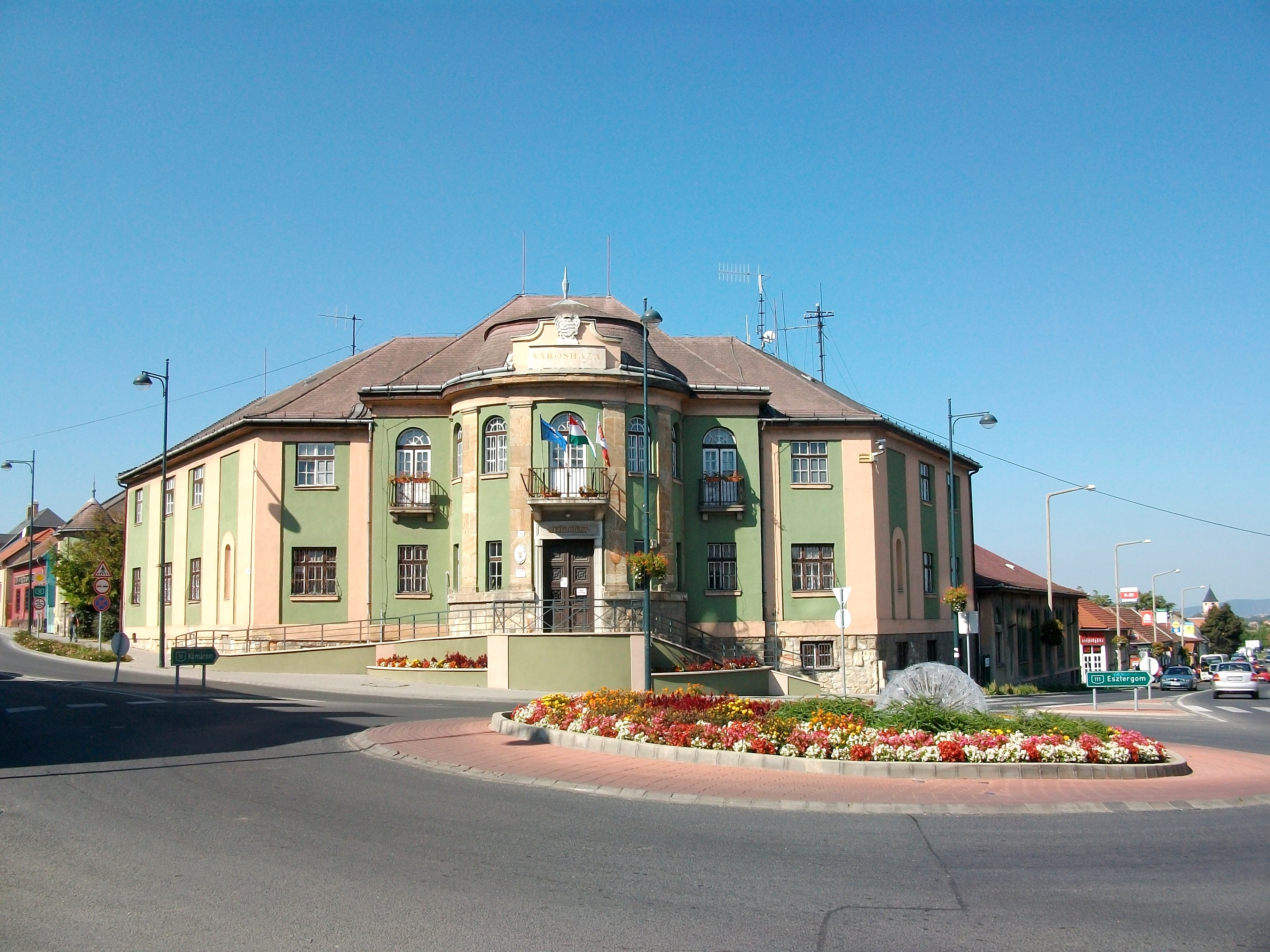
Városháza a 10-es és 111-es főút kereszteződésben
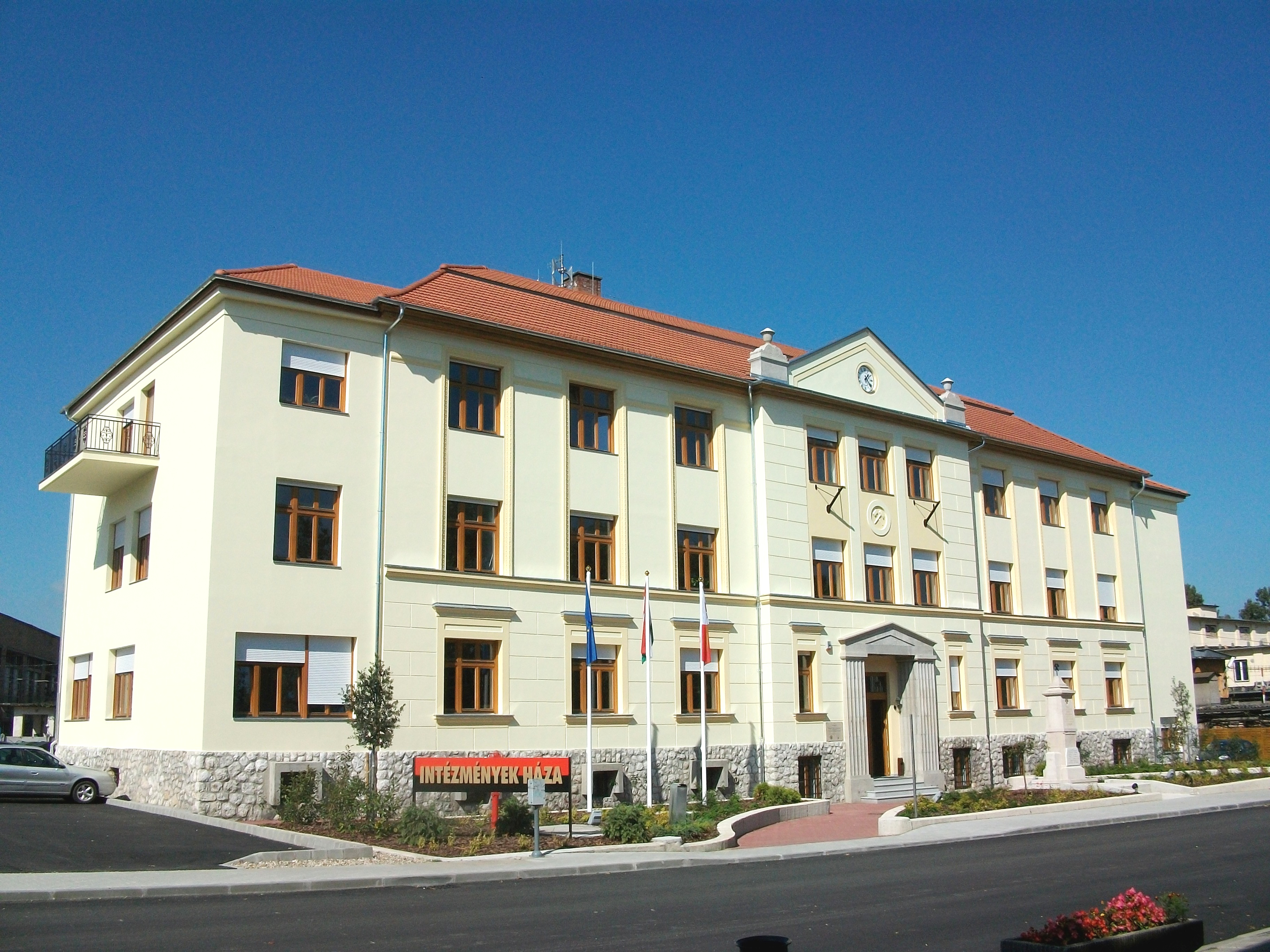
A városi Intézmények Háza, korábban a bányavállalat székháza volt
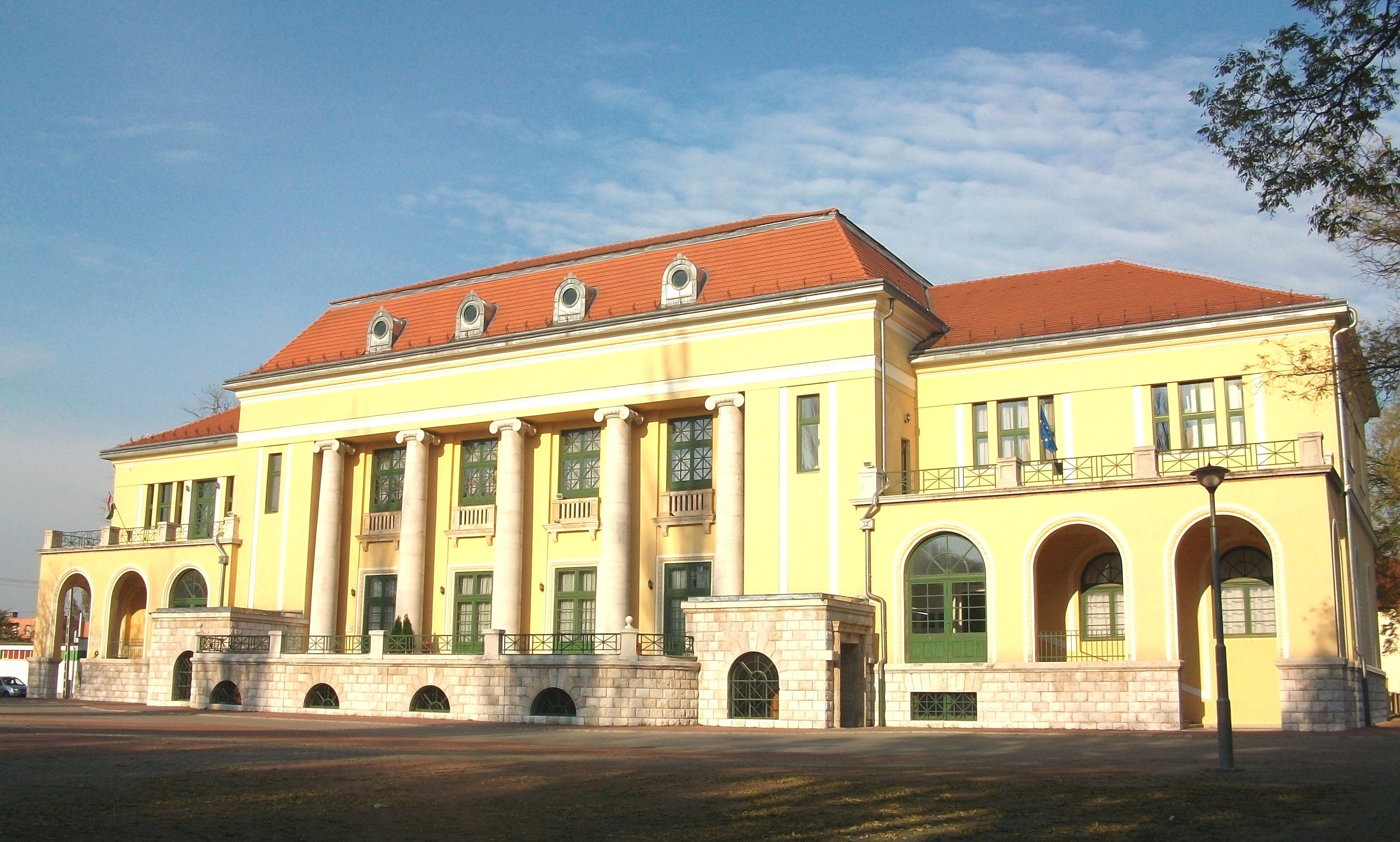
József Attila Művelődési Ház
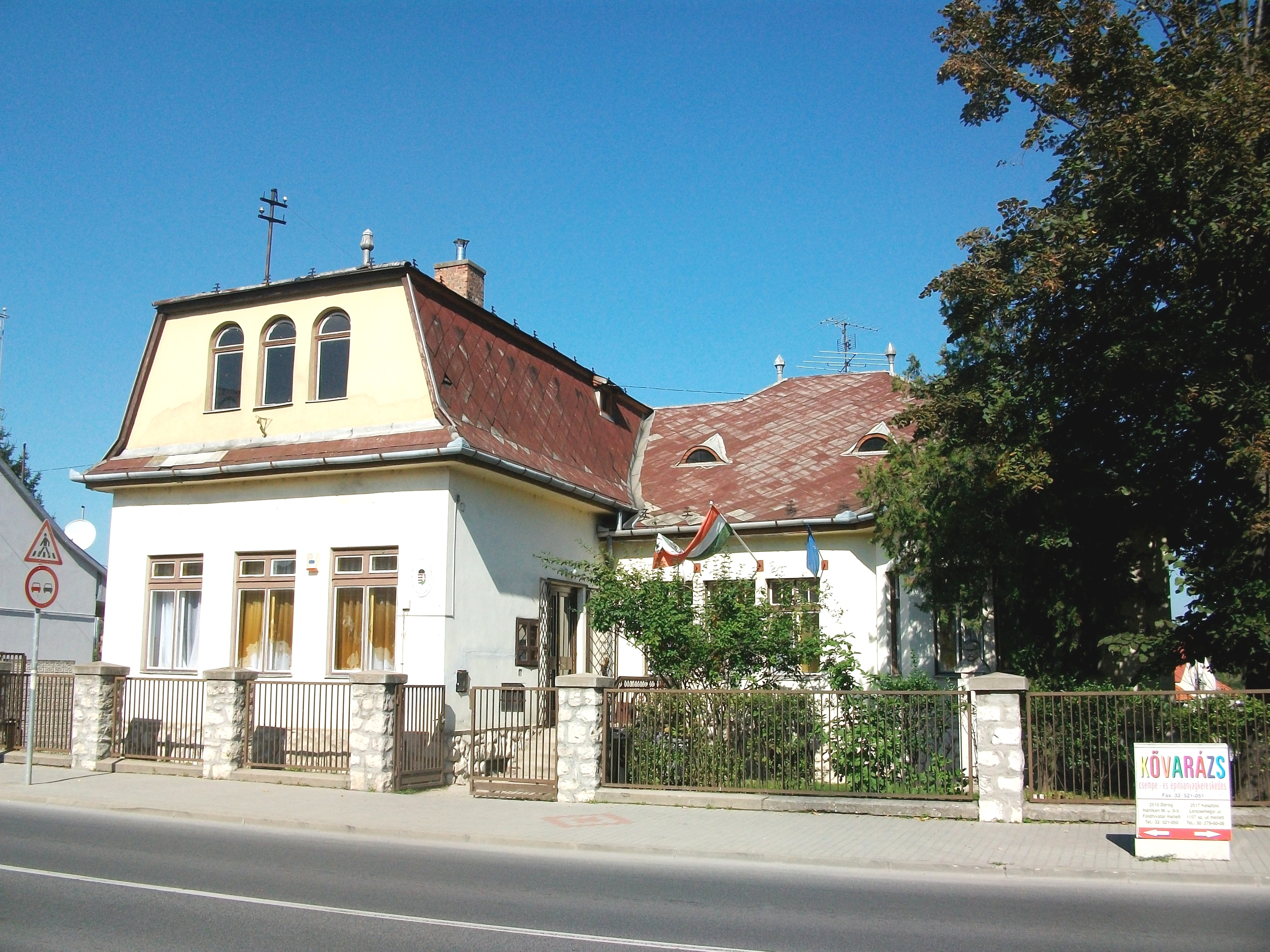
Erkel Ferenc Zeneiskola
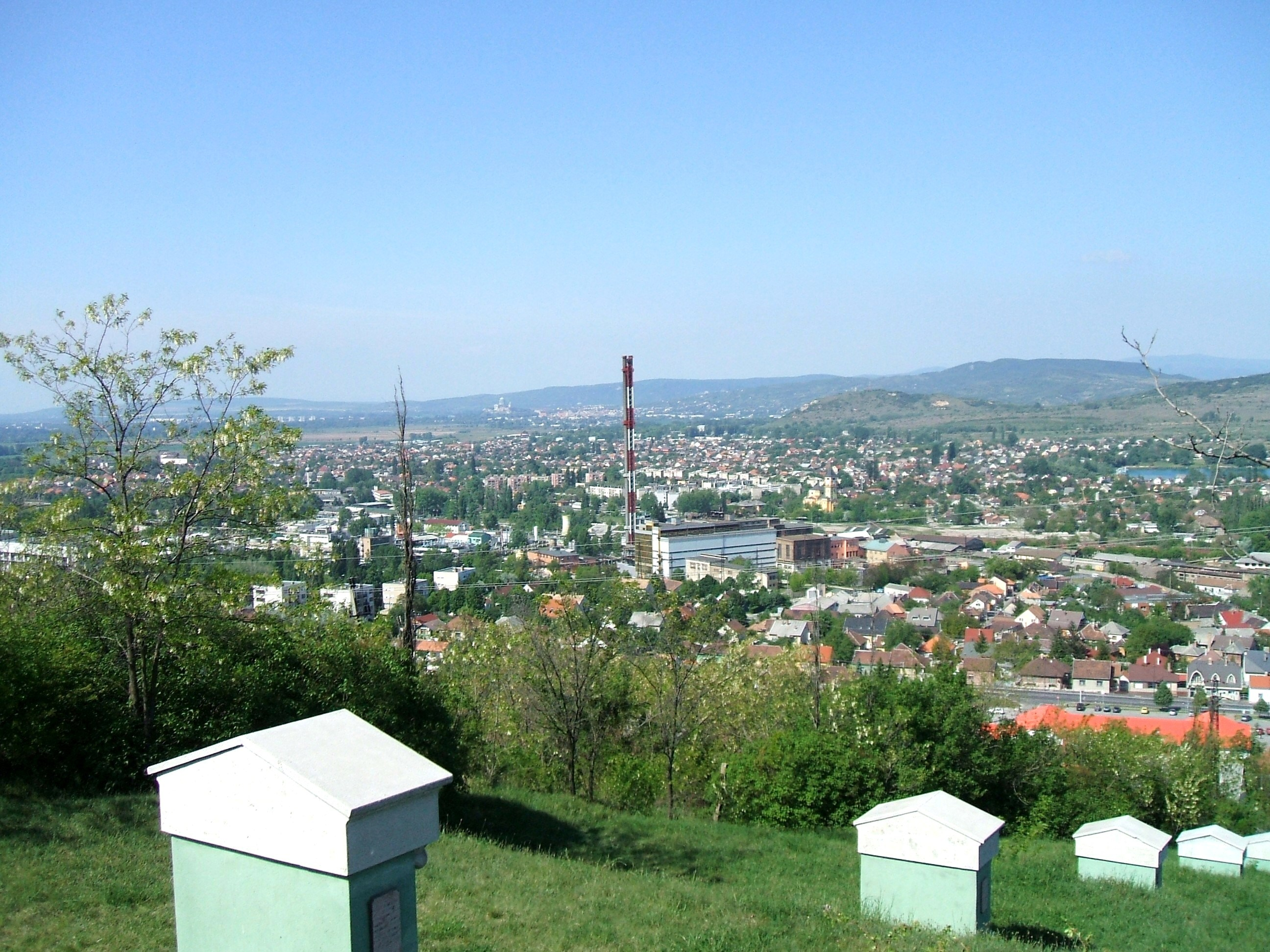
Dorog északi része és Esztergom-Kertváros (2007)
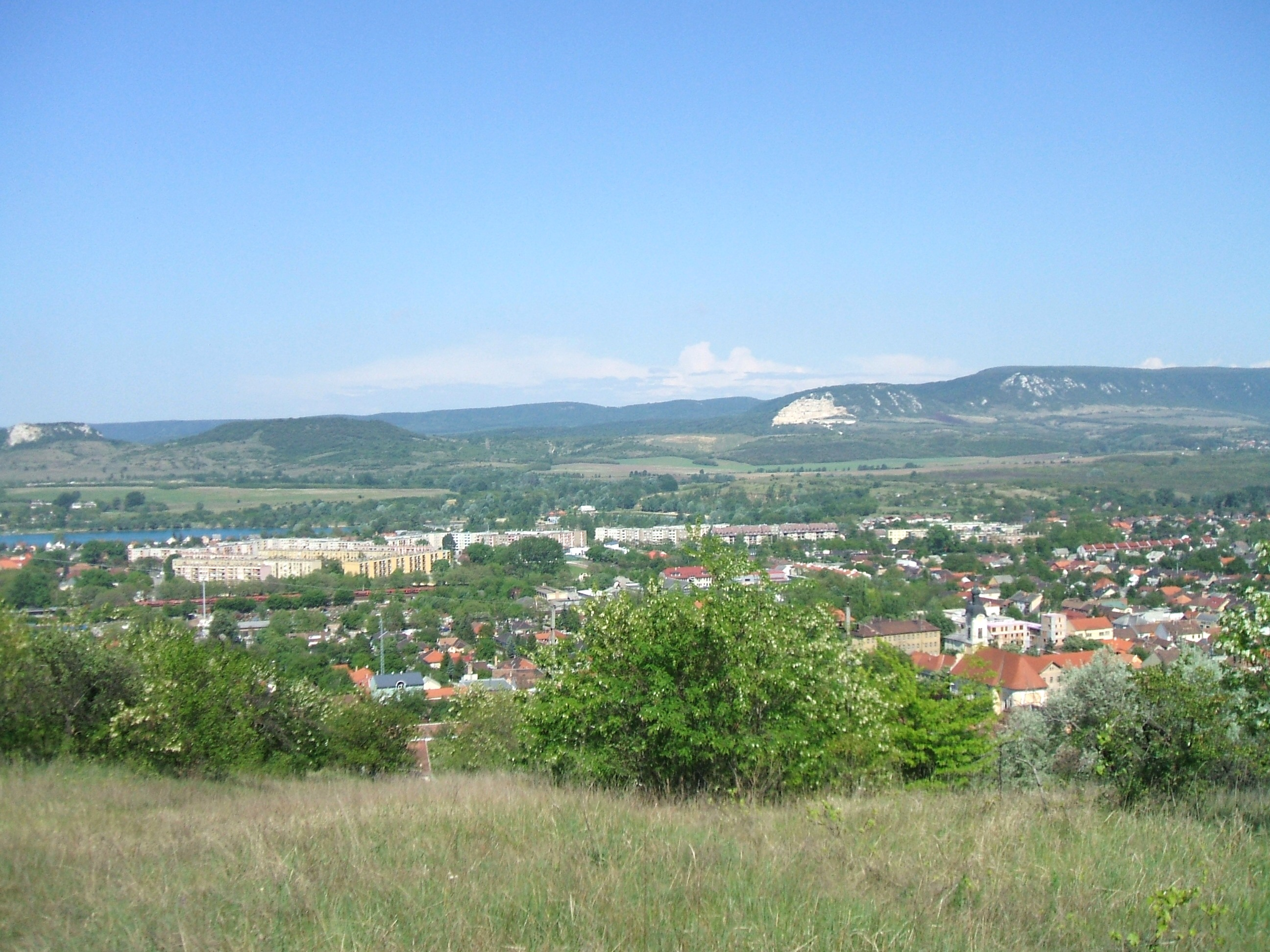
A város középső és déli része (2007)
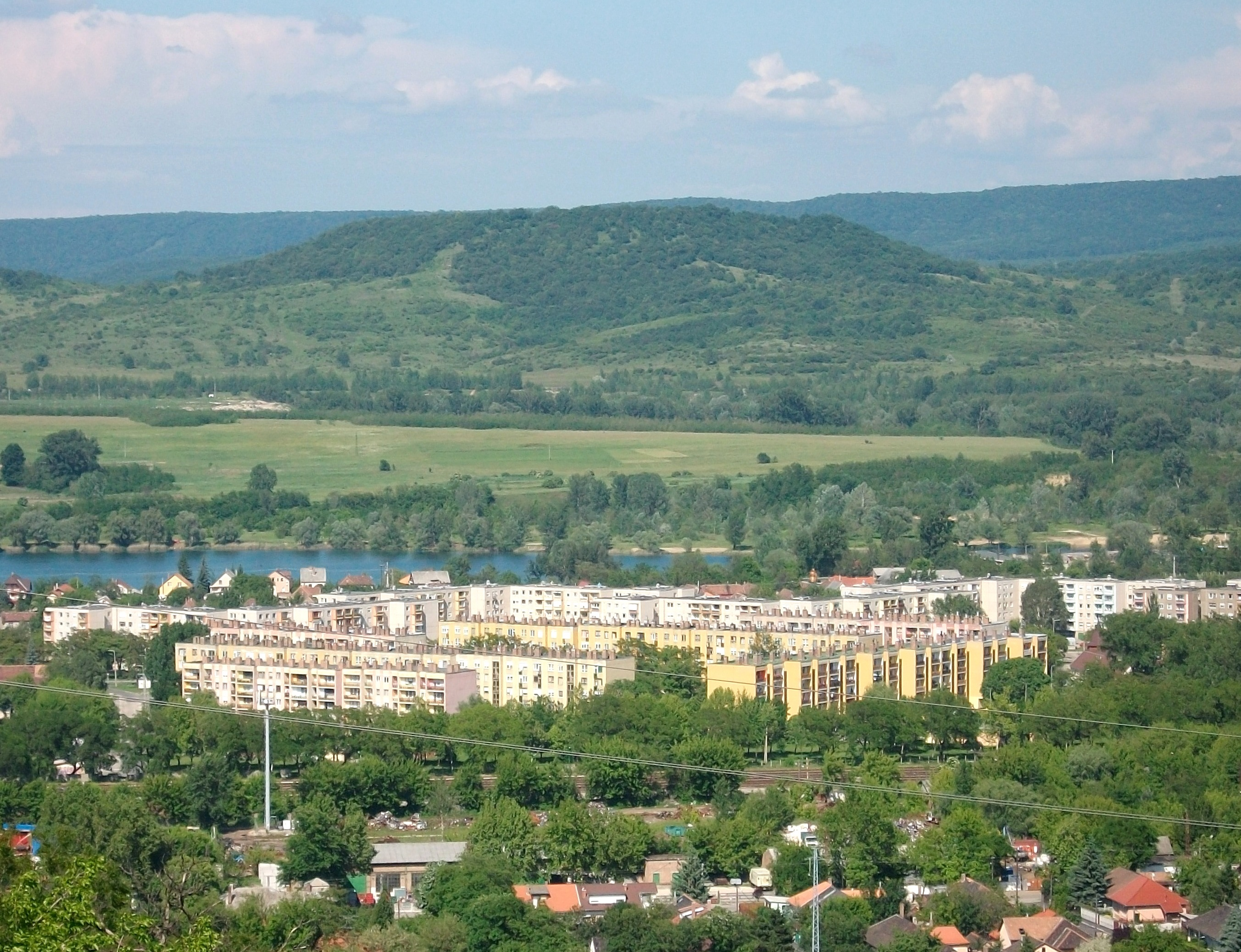
A Zsigmondy és Schmidt-lakótelep, a város két legnagyobb lakótelepén él a lakosság negyede, háttérben a Palatinus-tó, a Sátorkőpuszta és a Tábla-hegy a Pilis vonulataival (2010)
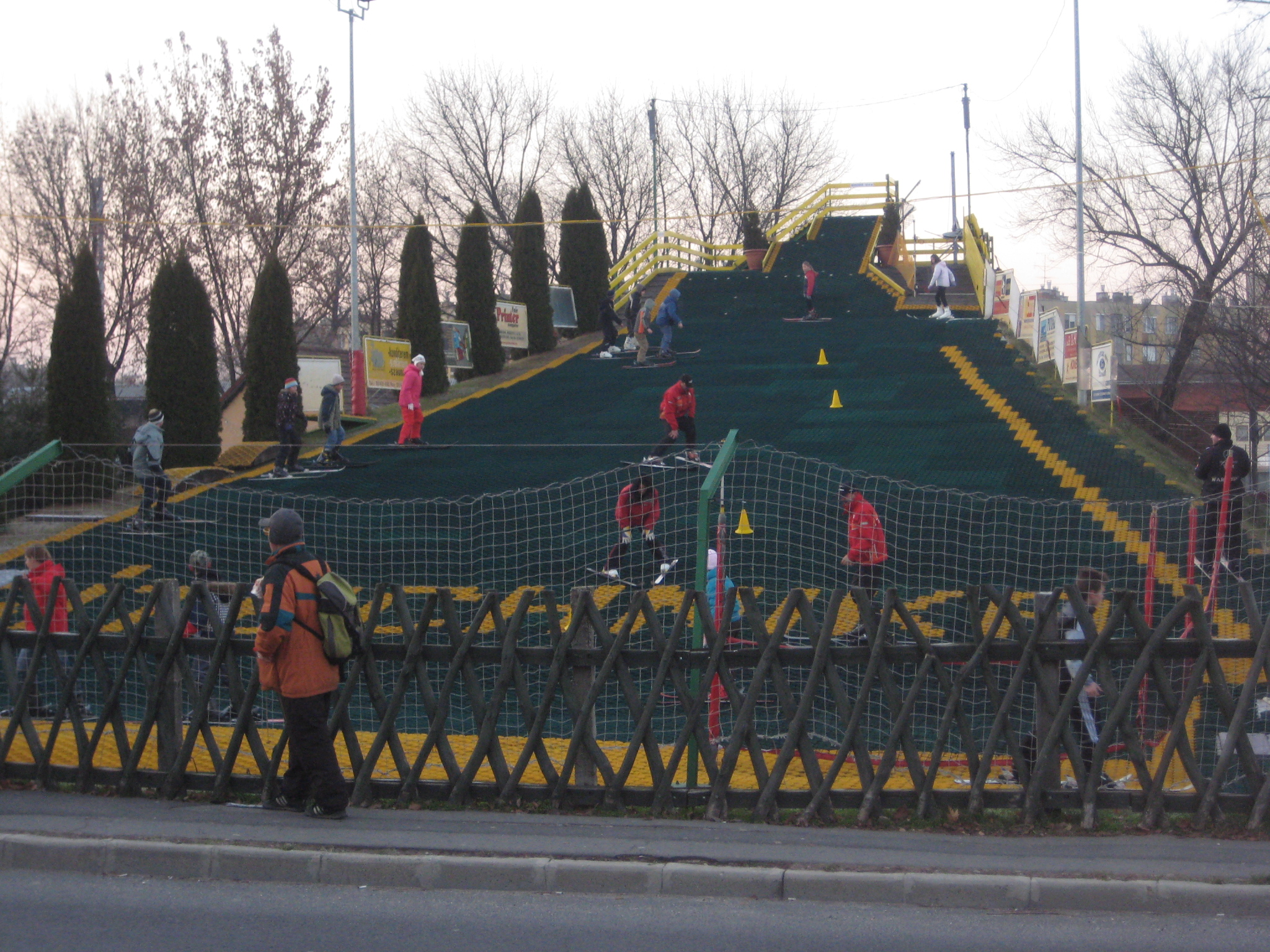
Műanyag borítású tansípálya
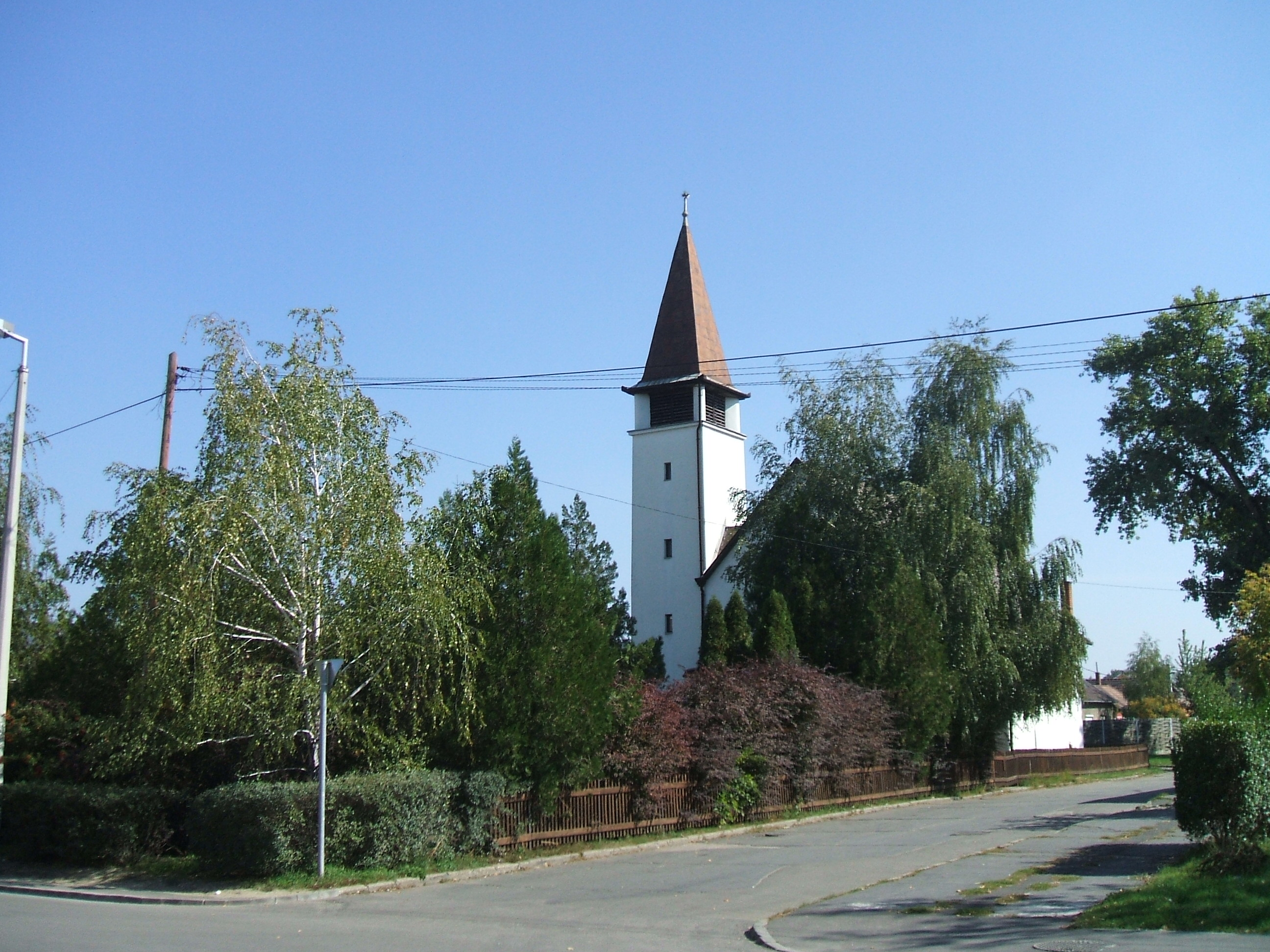
Erdélyi stílusú református templom
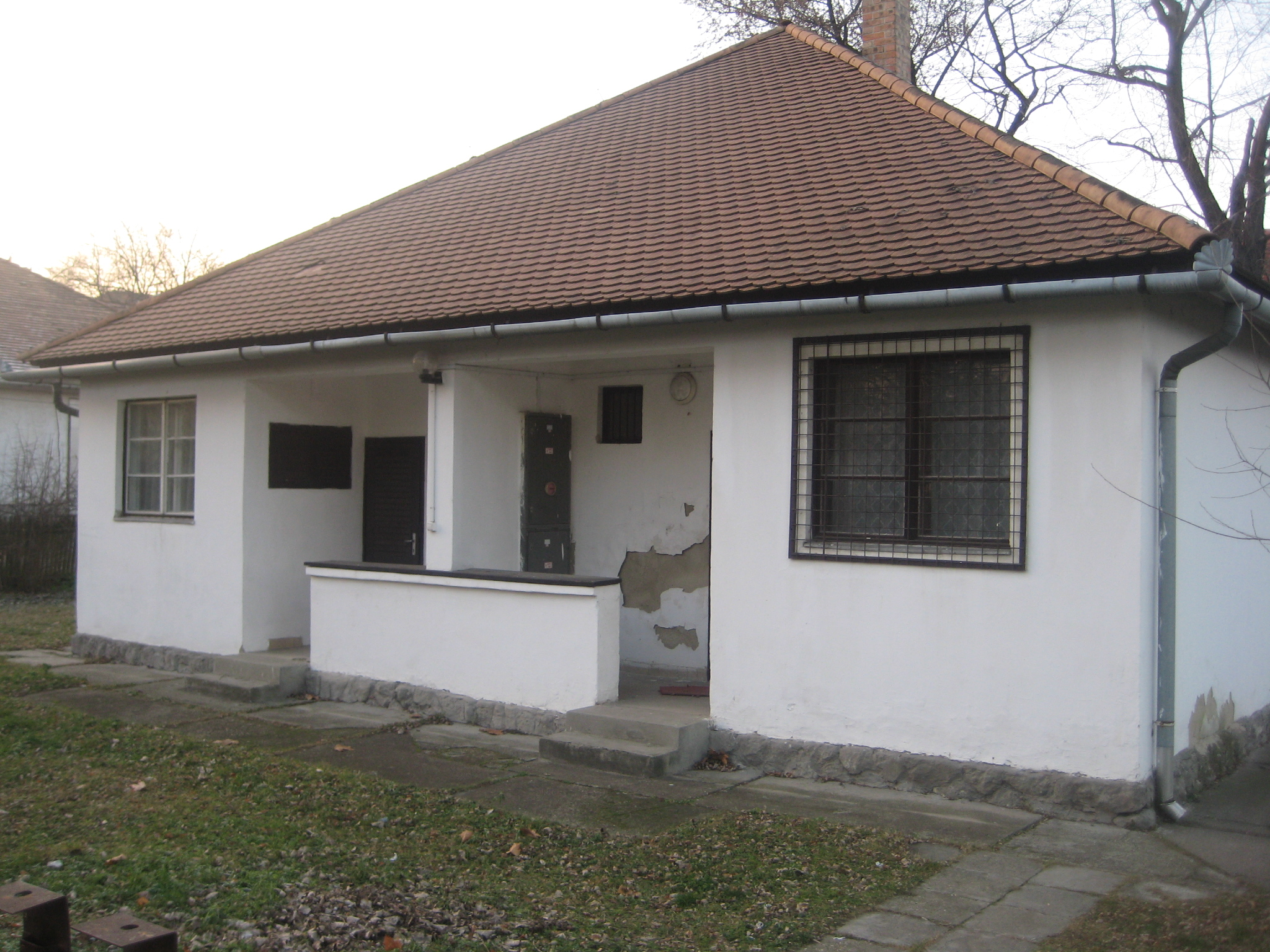
Bányász emlékház, korábban ilyen kolónialakások álltak a mai lakótelepek helyén
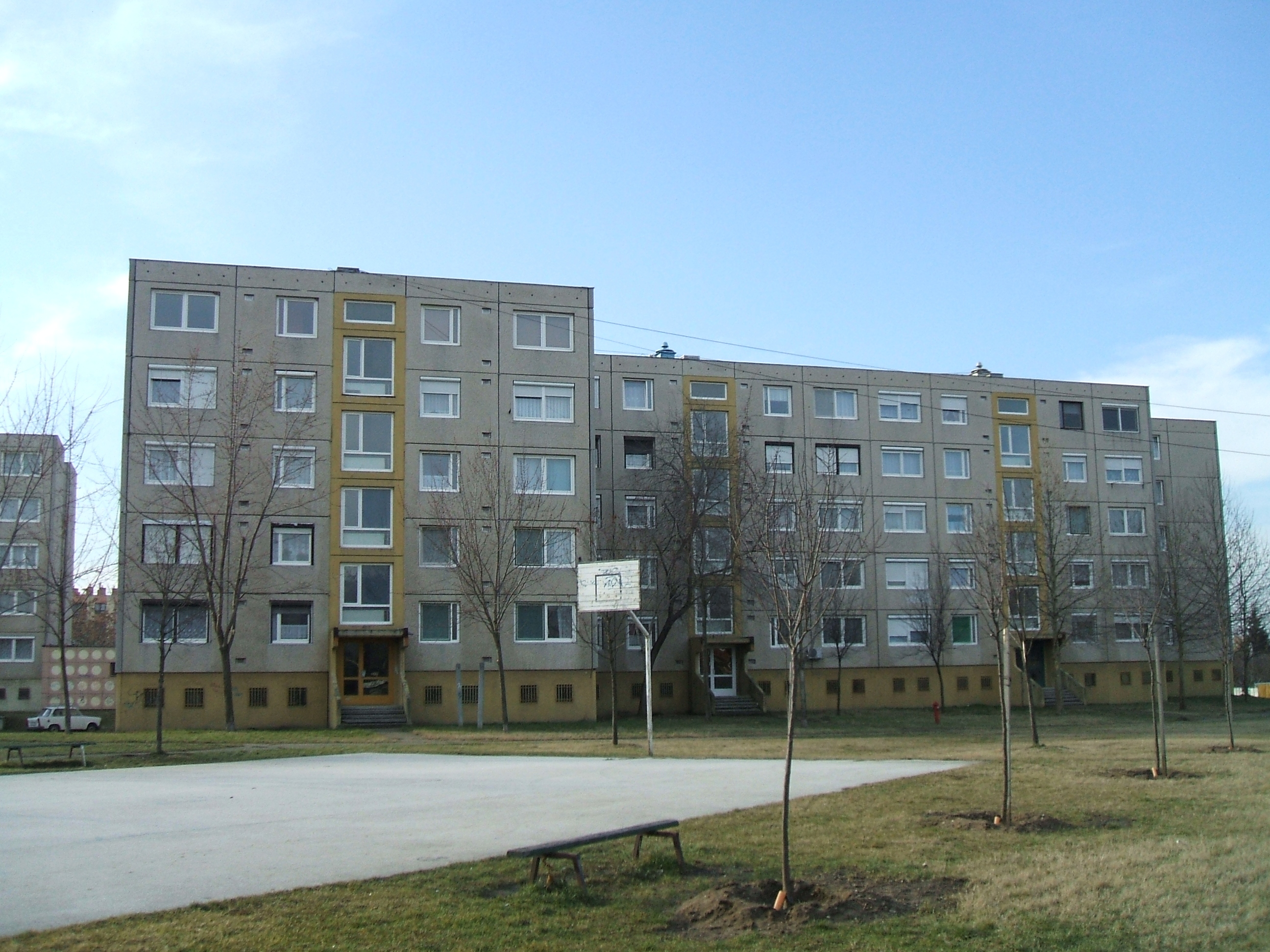
Schmidt Sándor-lakótelep
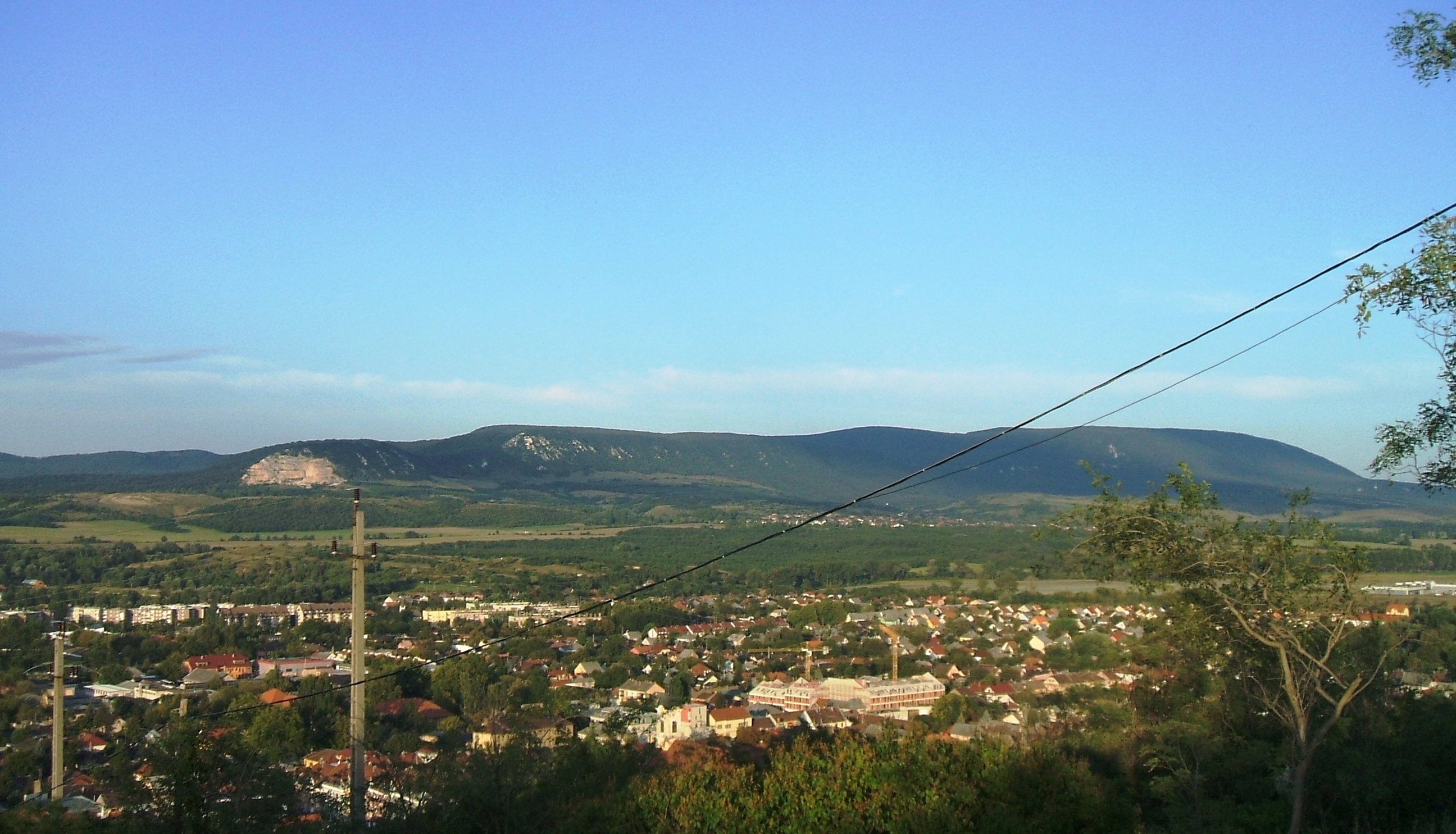
A város fölé magasodó Pilis vonulata
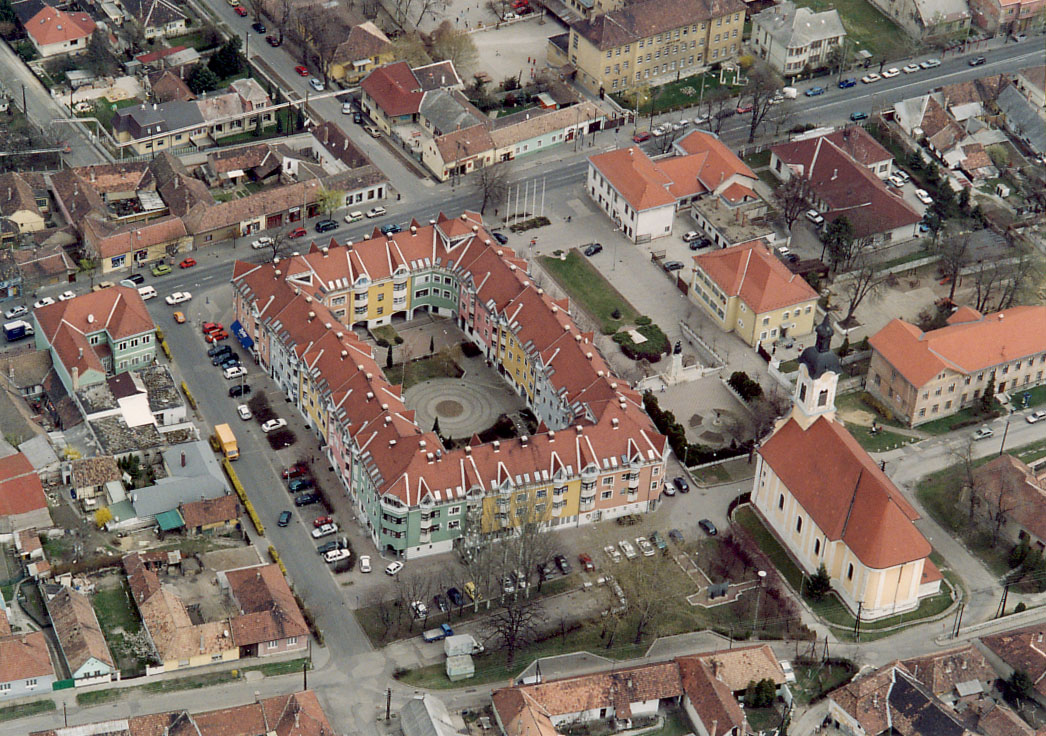
A Szent József-plébániatemplom és a Hősök tere madártávlatból
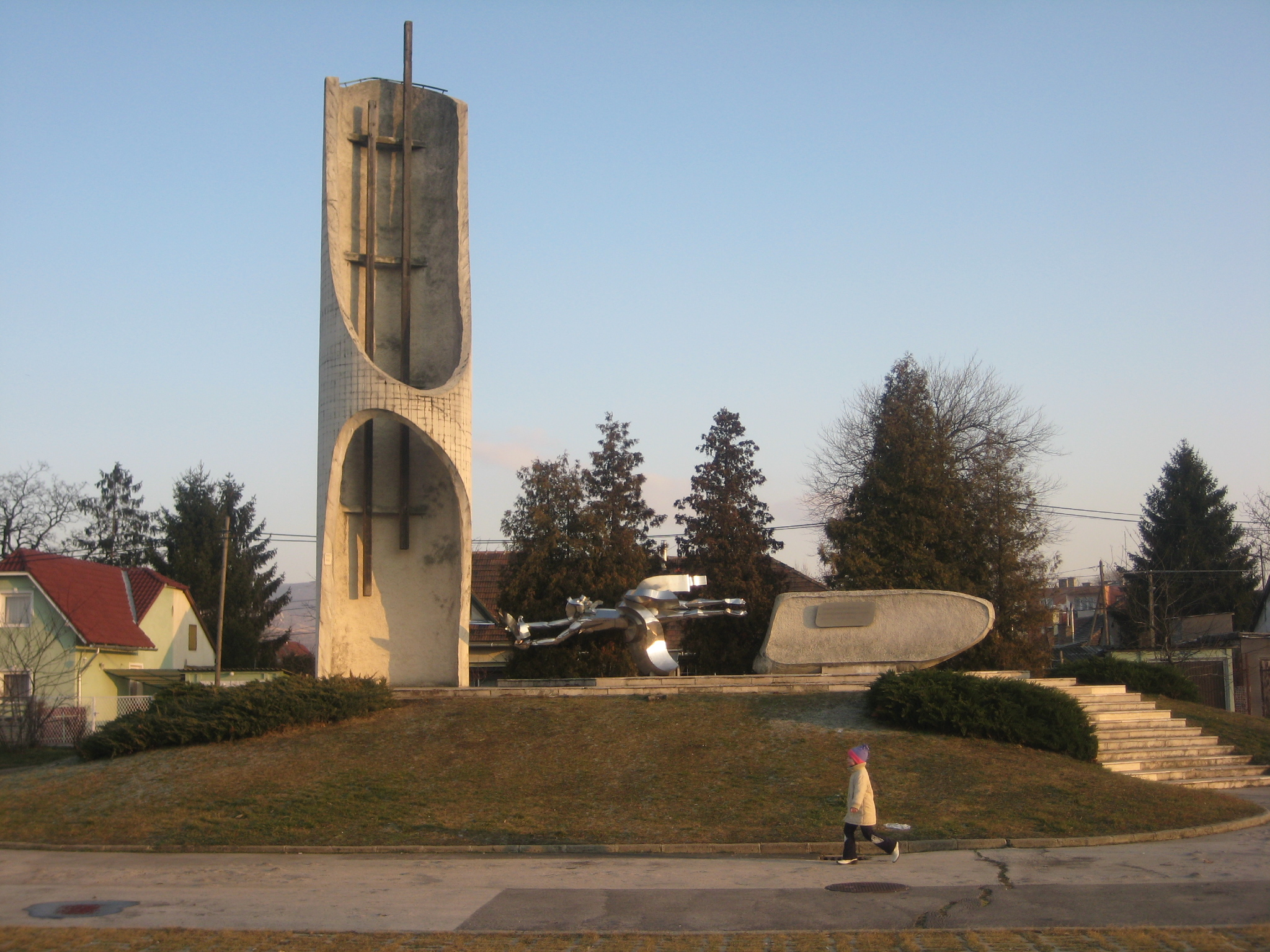
Jubileumi emlékmű
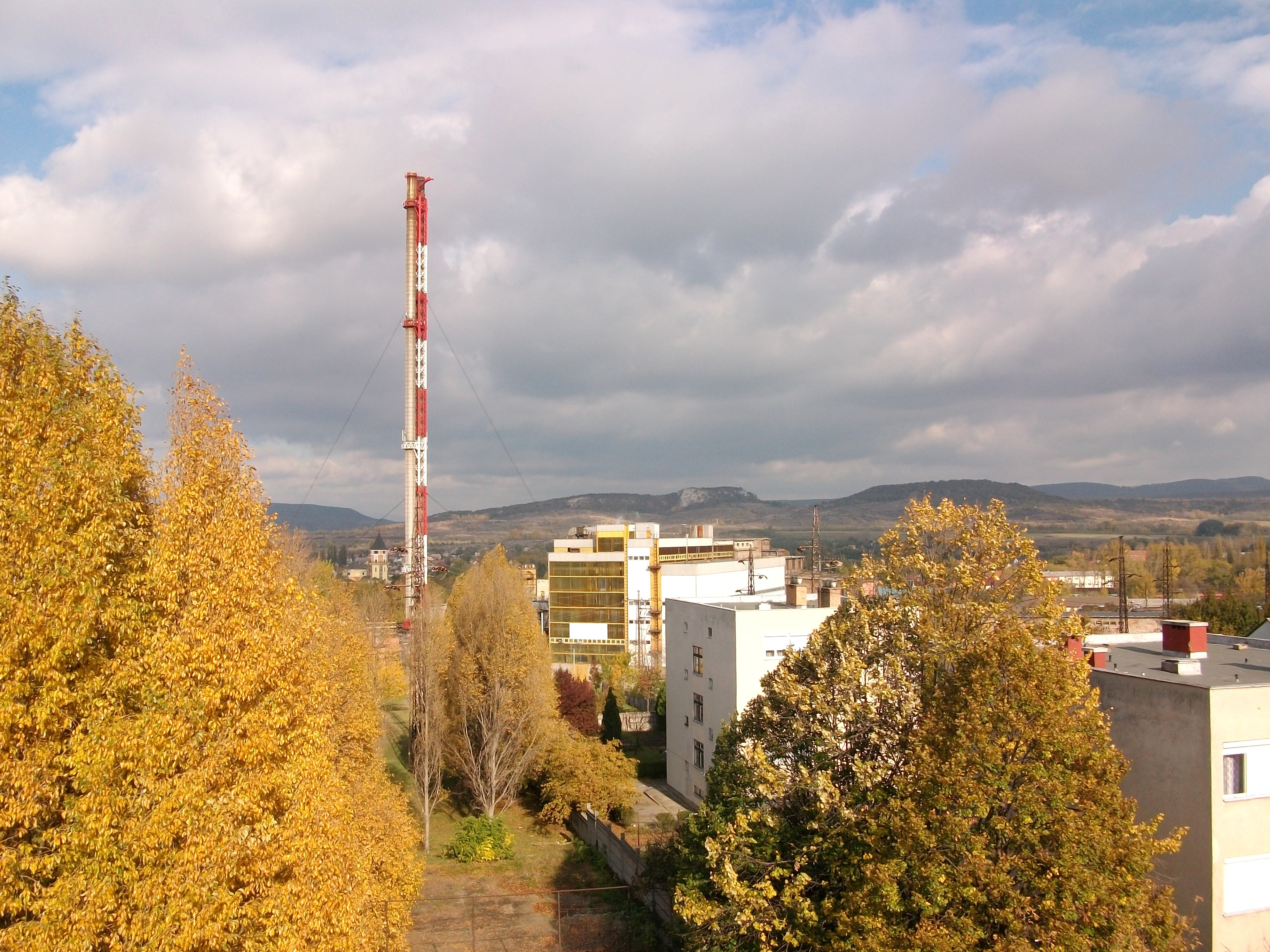
Dorogi hőerőmű
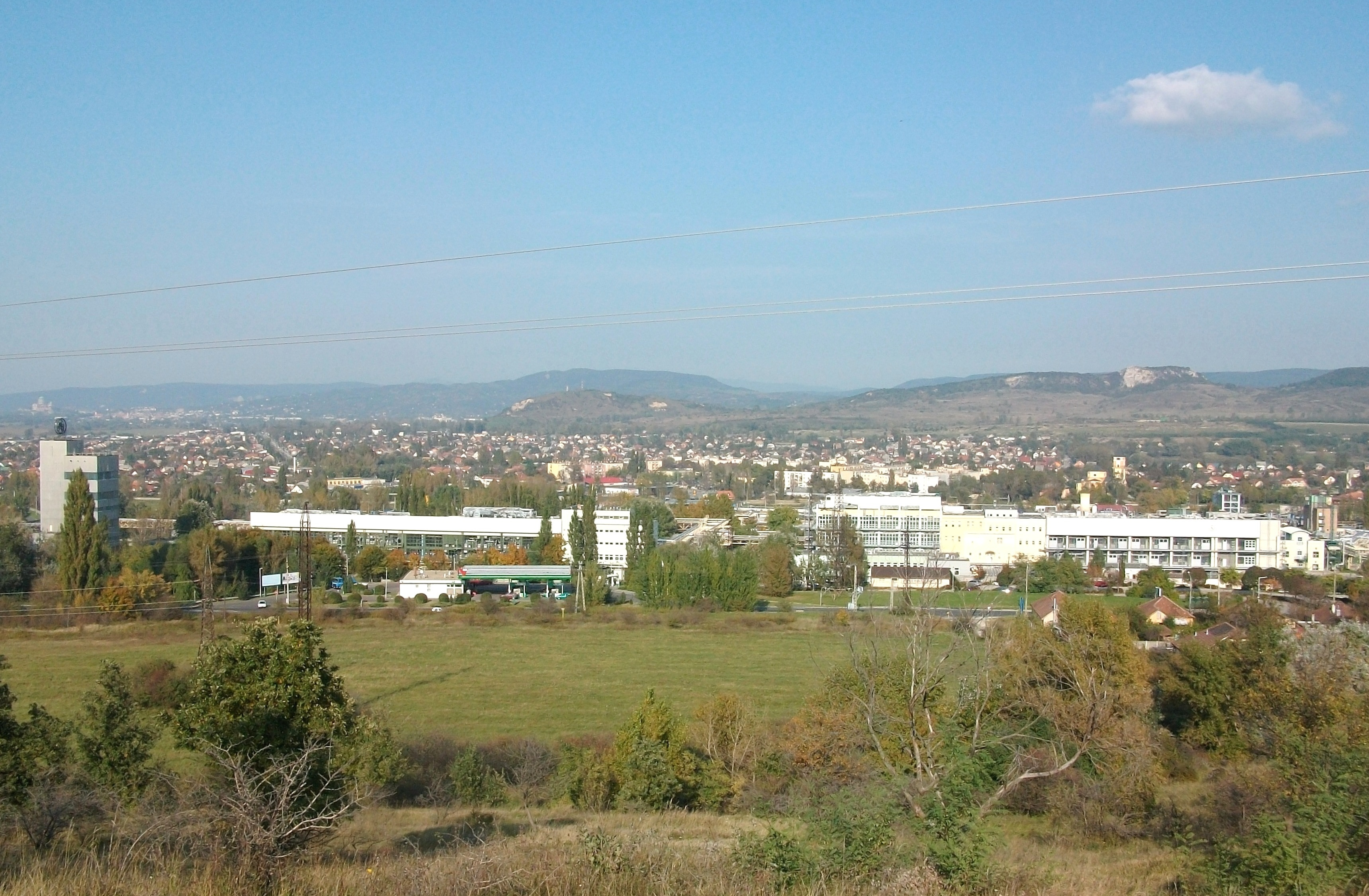
A Richter Gedeon Nyrt. dorogi gyárkomplexuma
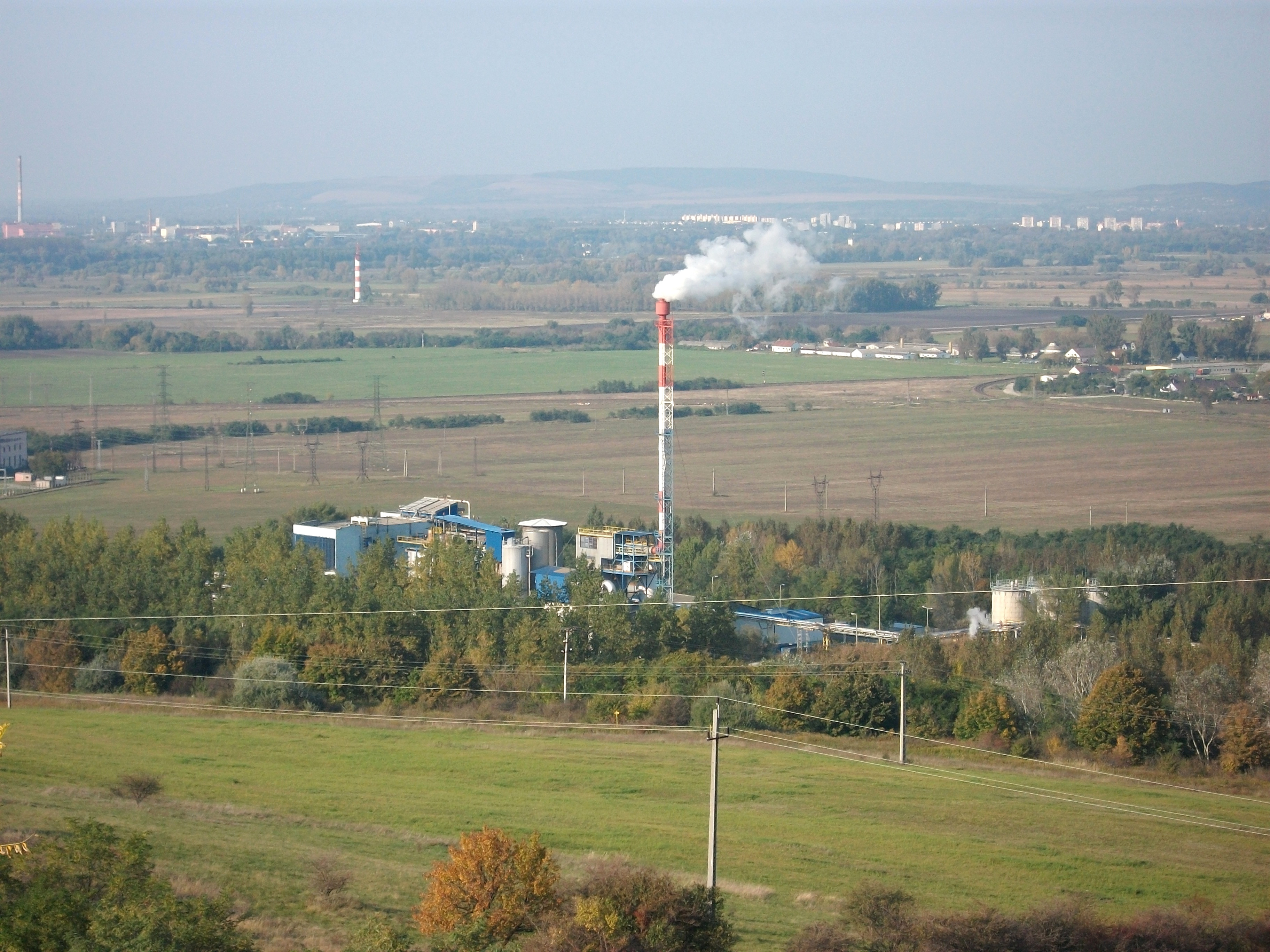
Dorogi hulladékégető
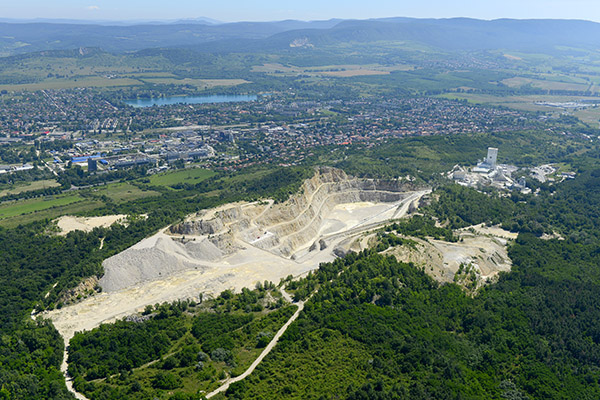
A dorogi bánya légi fotón
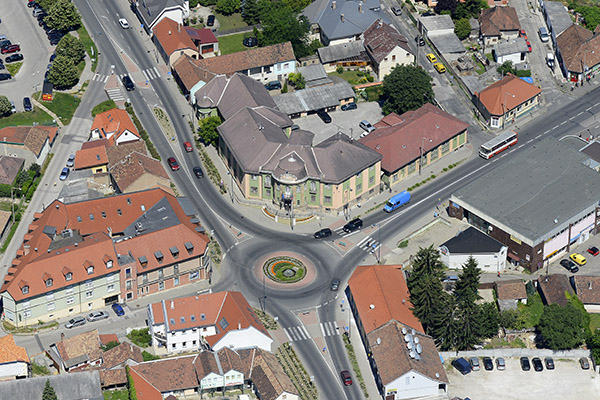
A dorogi körforgalom a városháza előtt, légi fotó
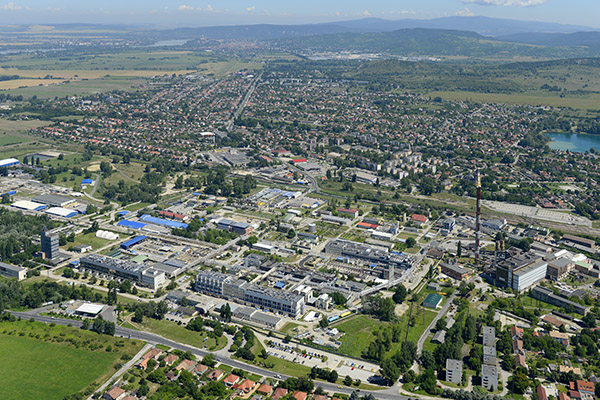
Dorogi  hőerőmű légi fotón
A Palatinus-tó. Közigazgatásilag Esztergom kertvároshoz tartozik.

## Híres dorogiak
- Buzánszky Jenő (1925–2015) labdarúgó, az Aranycsapat hátvédje
- Drasche-Lázár Alfréd (1875–1949) diplomata, a Trianoni békeszerződés aláírója
- Fekete László (1958–) erősportoló, Magyarország legerősebb embere
- Grosics Gyula (1926–2014) labdarúgó, az Aranycsapat kapusa
- Schmidt Sándor (1882–1953) bányamérnök, bányaigazgató, a város "atyja"

## Testvérvárosok
- Németország: Wendlingen am Neckar (1998)
- Szlovákia: Zsére (1998)
- Németország: Marienberg (2009)
- Románia: Felsőboldogfalva (2013)
- Észak-Macedónia: Tetovo (2020)[forrás?]